# Krim
Die Krim (ukrainisch Крим, Krym; russisch Крым, Krym; krimtatarisch Qırım; in der Antike Tauris) ist eine Halbinsel der Ukraine zwischen dem nördlichen Schwarzen Meer und dem Asowschen Meer. Sie hat eine Fläche von 26.844 Quadratkilometern und 2.353.100 Einwohner (1. Januar 2014). Auf der Krim liegen die Autonome Republik Krim und die Stadt Sewastopol.
Die Krim wurde in der frühen Antike von Taurern und Kimmerern bewohnt. Kurz vor der Griechischen Kolonisation des Schwarzmeergebiets im 7./6. Jahrhundert v. Chr. wanderten die Skythen, von Osten kommend, auf die Krim und andere von den Kimmerern besiedelte Gebiete ein. Später stand das Gebiet unter römischer, gotischer, sarmatischer, byzantinischer, hunnischer, chasarischer, kiptschakischer, mongolisch-tatarischer, venezianischer, genuesischer und osmanischer Herrschaft und wurde schließlich zum Ende des 18. Jahrhunderts Teil des Russischen Kaiserreichs. Nach dem Russischen Bürgerkrieg wurde es Teil der Russischen Sozialistischen Föderativen Sowjetrepublik innerhalb der Sowjetunion (UdSSR), war im Zweiten Weltkrieg stark umkämpft und zeitweise von der Wehrmacht besetzt. Nach der Rückeroberung durch die Rote Armee im Jahr 1944 folgten Massendeportationen nicht-russischer Ethnien unter Stalin. 1954 wurde die Krim unter Chruschtschow an die Ukrainische Sozialistische Sowjetrepublik angegliedert und verblieb nach der Auflösung der UdSSR innerhalb des ukrainischen Staates.
Seit der Besetzung und Annexion der Krim 2014 durch Russland übt Russland die faktische Kontrolle über die Krim aus und sieht diese als zwei seiner Föderationssubjekte, während die Ukraine und die internationale Gemeinschaft, mit Ausnahme von Belarus, Kuba, Nicaragua, Nordkorea, Syrien und Venezuela, die Krim weiterhin als Bestandteil des ukrainischen Staatsgebiets betrachten, manifestiert beispielsweise in der UN-Resolution 68/262.

## Geographie

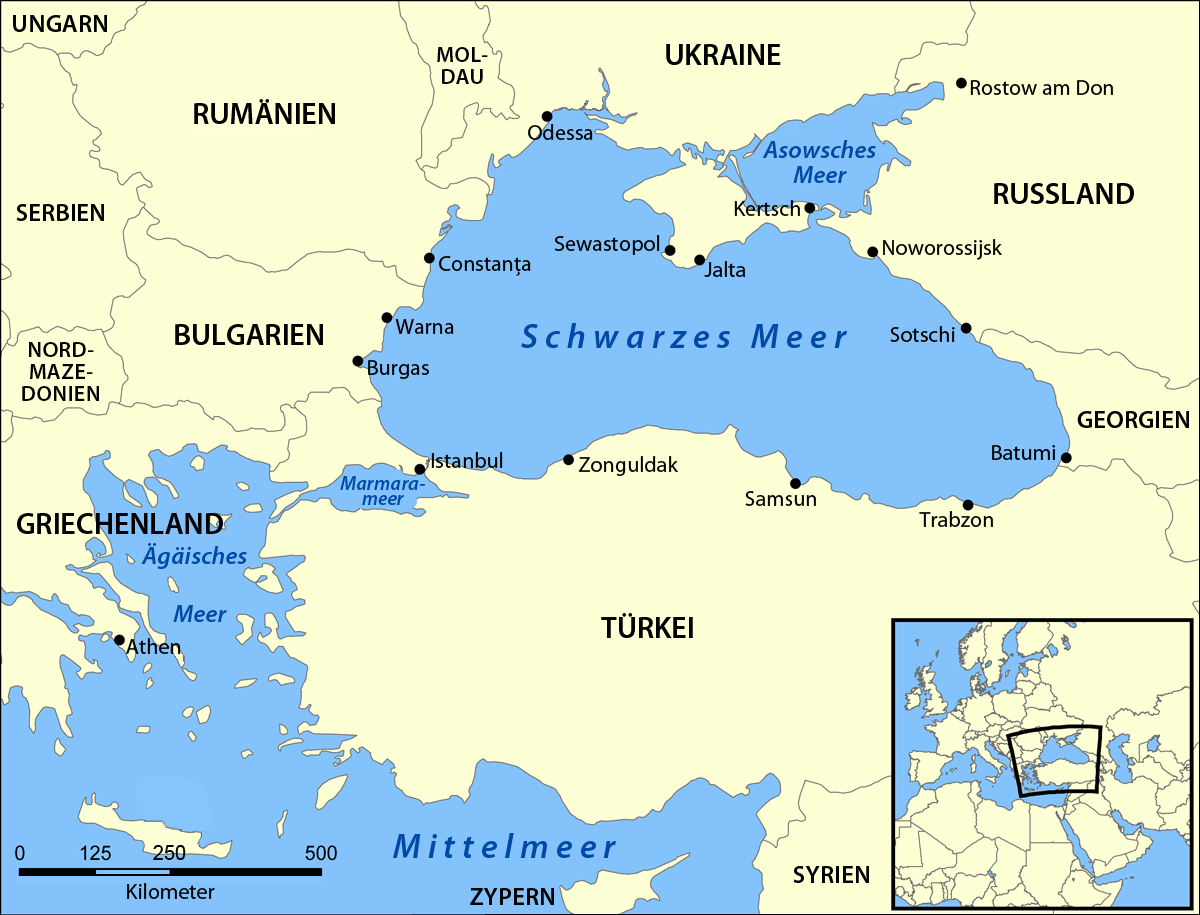
Lage der Halbinsel im Schwarzen Meer

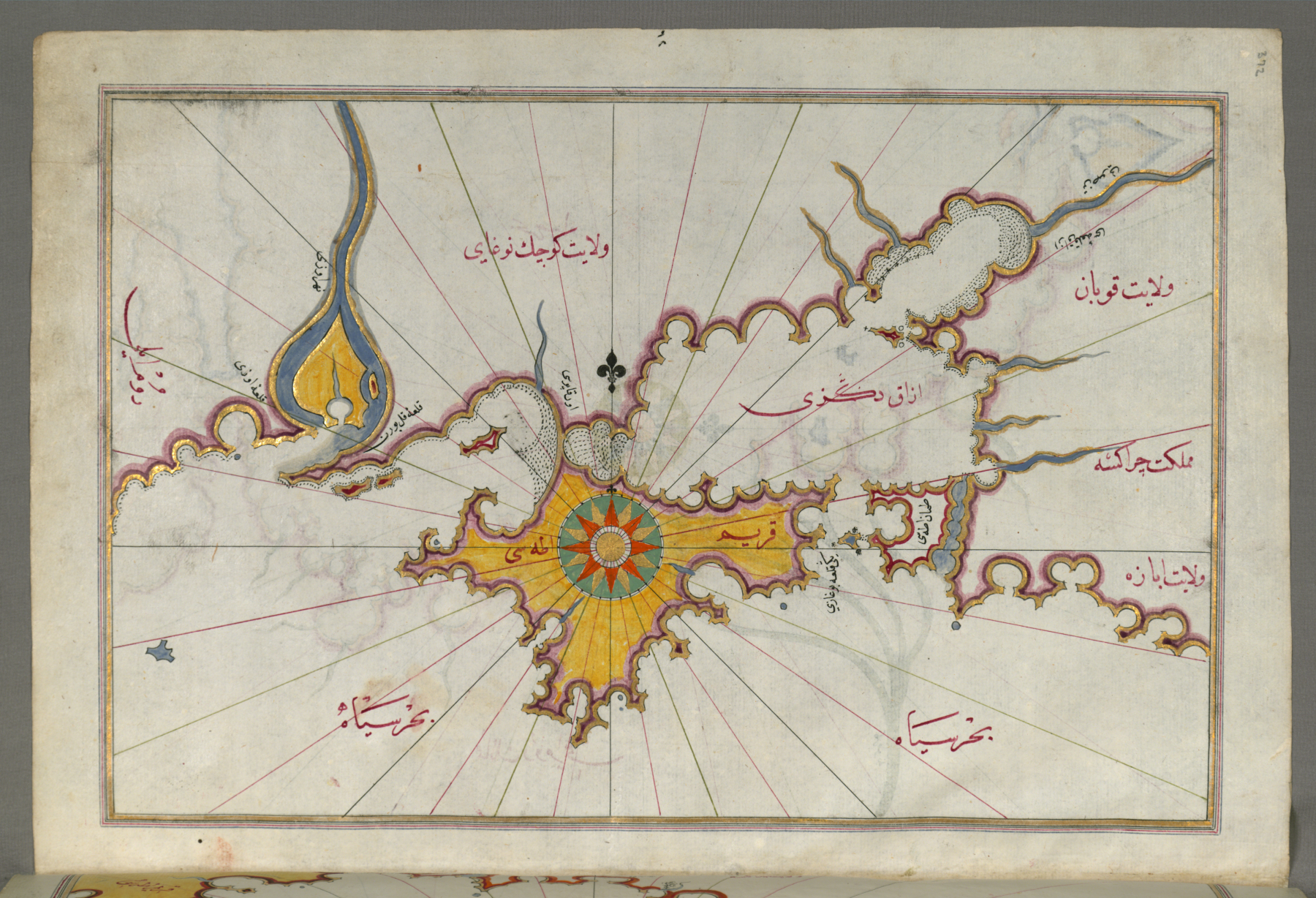
Die Krim auf einer Karte des türkischen Admirals der osmanischen Flotte Piri Reis, 1520

Die Krim ist die größte Halbinsel des Schwarzen Meeres. Sie ist im Westen und Süden vom Schwarzen Meer und im Osten vom Asowschen Meer umgeben. Im Norden ist die Halbinsel durch den Sywasch, ein großflächiges System flacher Buchten im Westen des Asowschen Meeres, vom Festland getrennt. Allein die Landenge von Perekop westlich des Sywasch stellt eine durchgehende Landverbindung zum ukrainischen Festland her. Im Osten grenzt die Krim mit der Halbinsel Kertsch an die Straße von Kertsch, an deren gegenüberliegendem Ufer die zur russischen Region Krasnodar gehörende Halbinsel Taman liegt. Die im Mai 2018 offiziell eröffnete Krim-Brücke über die Straße von Kertsch verbindet die Krim mit Taman. Im Oktober 2022 wurde die Brücke durch Explosionen schwer beschädigt.
Der Nordteil der Halbinsel ist flach bis sanftwellig und bildet eine Steppenlandschaft aus, die bis zur Annexion der Krim über den Nord-Krim-Kanal mit Wasser aus dem Dnepr bewässert wurde.
Im Süden der Halbinsel liegt das Krimgebirge, das nicht nur ein geographisches Hindernis darstellt, sondern auch eine Wetter- und Klimascheide ist. Während nördlich der Berge eher gemäßigte Klimabedingungen herrschen und vor allem die Winter deutlich kälter sind, herrscht südlich des Krimgebirges mediterranes Klima, in dem Südfrüchte und auch Weinstöcke gut gedeihen.
Die höchsten Erhebungen des Krimgebirges sind der Roman Kosch (1545 m), der Tschatyr-Dag (1527 m) und der Lapata (1406 m). Hier bilden sich zahlreiche Flüsse wie die Alma, der Belbek, die Tschorna und die zwei Quellflüsse des Salhyr, des mit 232 Kilometer längsten Flusses der Krim. Der Utschan-Su-Wasserfall ist der höchste Wasserfall im Krimgebirge.
Eine weitere Besonderheit ist die Arabat-Nehrung, die das Asowsche Meer vom Sywasch trennt. Die Nehrung liegt zwischen der Stadt Henitschesk, Ukraine, im Norden und der Nordostküste der Halbinsel Krim im Süden. Die Arabat-Nehrung ist 112 km lang und 270 m bis 8 km breit. Ihre Fläche beträgt 395 km², die durchschnittliche Breite ist 3,5 km.

## Etymologie des Namens
Die Bezeichnung der Krim leitet sich eventuell vom mongolisch-tatarischen kerim „Festung“ oder von krimtatarisch qrım ‚Felsen‘ ab, möglicherweise aber auch vom antiken Volk der Kimmerer, die auf der Krim lebten und von antiken griechischen Autoren erwähnt werden. Wahrscheinlich ist, dass der Name Krim sich einst auf die Region im gebirgigen Süden der Halbinsel bezog. Diese erstreckte sich über das Hinterland zwischen der Bucht von Sewastopol (das historische Chersones) und Sudak (früher auch Soldaiam genannt). Dort sollen sich im Mittelalter vierzig befestigte Siedlungen (castra, castella) befunden haben. Der turksprachige Namensursprung Qirɨm wurde daher auch von Qirq-ïer abgeleitet, das auf qirq „vierzig“ + ïer „Orte“ zurückgeführt wird. Von dieser Bedeutung „Vierzig Ortschaften“ berichtet der flämische Franziskaner Willem Ruysbroek im Jahre 1253: „sunt quadraginta castella inter Kersonam et Soldaiam“. Der kurdische Chronist und Geograph Abu’l-Fida berichtet im Jahre 1321: „Qirim ist der Name eines Landstrichs, welcher ungefähr vierzig Ortschaften enthält, wovon etwa Sūdāq und Kafā [heutige Stadt Feodossija] zu den bekanntesten zählen.“

## Geschichte

### Urgeschichte
Im Krimgebirge, in der Fundstelle Kiik-Koba, wurden 1924 die ersten Neandertaler-Funde in Osteuropa entdeckt und auf ein Alter von rund 73.000 Jahren datiert.

### Altertum und Mittelalter

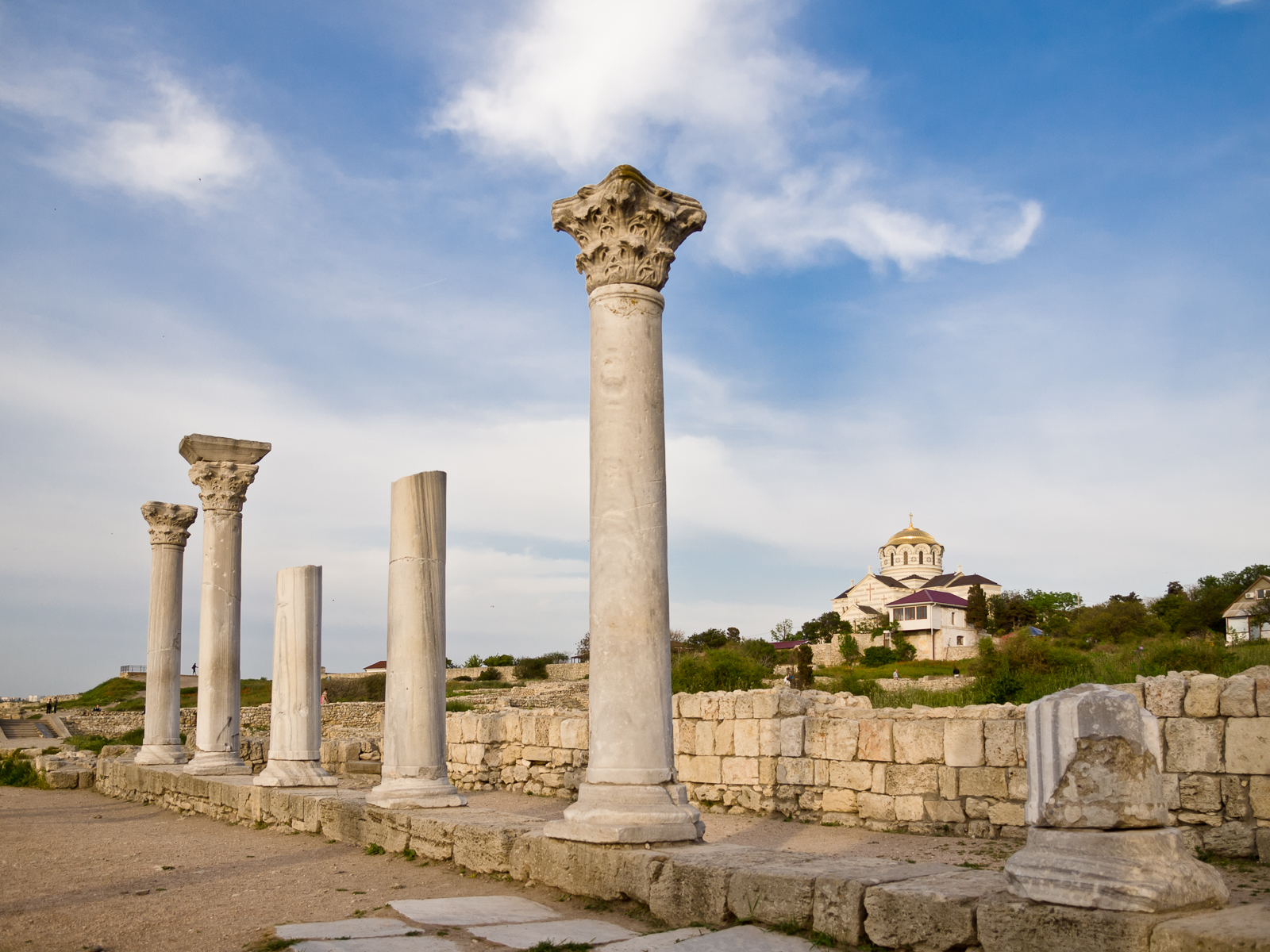
Die Ruinen der antiken Stadt Chersonesos, die heute zu Sewastopol gehören, mit der Wladimirkathedrale im Hintergrund. Die Ausgrabungen von Chersones zählen zu den wichtigsten Sehenswürdigkeiten der Krim. Seit 2013 zählt die antike Stadt Chersones von Tauria zum Weltkulturerbe der UNESCO.

Im Altertum war die Krim zunächst von Kimmerern und Taurern bewohnt. Als die Griechen mit den Städtegründungen begannen, stießen sie auf Skythen, die im späten 8. Jahrhundert v. Chr. in das nördliche Schwarzmeergebiet eingewandert waren. Für die Griechen war die Krim als Handelskontakt mit kornreichen Gegenden von Interesse. Aus den Städten entwickelte sich das Bosporanische Reich. Die Griechen gaben der Halbinsel den Namen Chersónesos Tauriké (Taurische Halbinsel) nach dem dort ansässigen Stamm der Taurer. Die wichtigste Stadt hieß Chersonesos, eine griechische Polis am Rand des heutigen Sewastopol (für die griechische Kolonisierung, siehe dort).
Im 1. Jahrhundert v. Chr. geriet die Krim wie alle Teile der griechischen Welt unter römischen Einfluss, sie wurde aber nicht als römische Provinz organisiert. Das Bosporanische Reich bestand weiterhin, ebenso wie die nominell unabhängige griechische Polis Chersonesos, bevor germanische Stämme in der Zeit der Reichskrise des 3. Jahrhunderts in diesen Raum eindrangen. Im 3. Jahrhundert n. Chr. erschienen im Vorfeld der sogenannten Völkerwanderung Goten auf der Krim (wobei heute umstritten ist, ob dieses Volk tatsächlich einwanderte oder sich durch Ethnogenese erst hier bildete). Krimgoten sind zum Teil bis ins 16. Jahrhundert nachweisbar. Noch bis ins 15. Jahrhundert hinein gaben sie der Region ihren Namen, die von den Italienern als Gotia bezeichnet wurde. Ihnen folgten ab dem 5. Jahrhundert zunächst die europäischen Hunnen, das Bosporanische Reich zerfiel in dieser Zeit, doch befanden sich noch für längere Zeit oströmische Stützpunkte auf der Krim. Im Frühmittelalter fielen dann nacheinander die Chasaren, Kiptschak und Tataren auf der Krim ein.
Im Mittelalter war daher die Bezeichnung Chasarische Halbinsel oder Gazaria für die Region üblich. Nach der Zerstörung des Chasarenreiches durch Swjatoslaw I. gehörten die Krim-Städte Kertsch und zeitweise Sudak zwischen dem 10. und dem 12. Jahrhundert zum  Fürstentum Tmutarakan, einem Teil der Kiewer Rus, dessen Zentrum sich auf der Taman-Halbinsel befand.
Im 13. Jahrhundert verfügten die Mongolen der Goldenen Horde, zu deren damaligem Einflussbereich die Halbinsel gehörte, über weitreichende Handelsbeziehungen. Besonders der Handel über die Krim nach Ägypten war ausgeprägt und kann nur noch mit den Handelsbeziehungen der Mongolen zu den Italienern, hier vor allem Genua und Venedig, verglichen werden. Diese fungierten vielfach als Zwischenhändler und Transporteure des Handels nach Ägypten. Eines der Haupthandelsgüter dieser Route waren Sklaven, während in Richtung Europa neben diesen vor allem Getreide, Gewürze und Fellerzeugnisse exportiert wurden. Grundlage für diese große wirtschaftliche Rolle der Krim war die strategisch günstige Position nahe dem nördlichen Ende der Seidenstraße („mongolische Route“). Ernsthafte Konkurrenz für die Hafenstädte der Krim stellte lediglich der venezianisch kontrollierte Hafen Tana an der Don-Mündung dar.

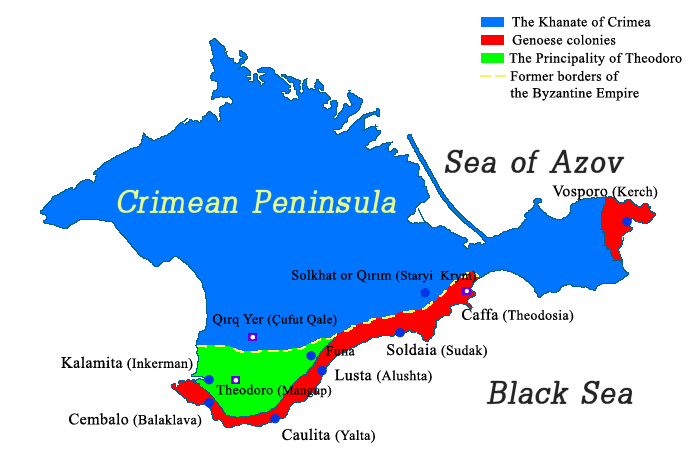
Die Krim im 15. Jahrhundert
Fürstentum Theodoro
Genueser Kolonien
Khanat der Krim

Die politische Geschichte der Krim im späten Mittelalter ist geprägt von den Auseinandersetzungen und Konkurrenzkämpfen der verschiedenen christlichen Mächte (Genua, Venedig, Byzanz) untereinander sowie den oft problematischen Beziehungen zwischen diesen und der Goldenen Horde respektive dem expandierenden Osmanischen Reich, in dessen Hände die Krim im Verlauf des 15. Jahrhunderts schließlich vollständig fiel. Die bis dahin den Handel dominierenden Italiener wurden nach Konstantinopel und Pera deportiert.

### Khanat der Krimtataren

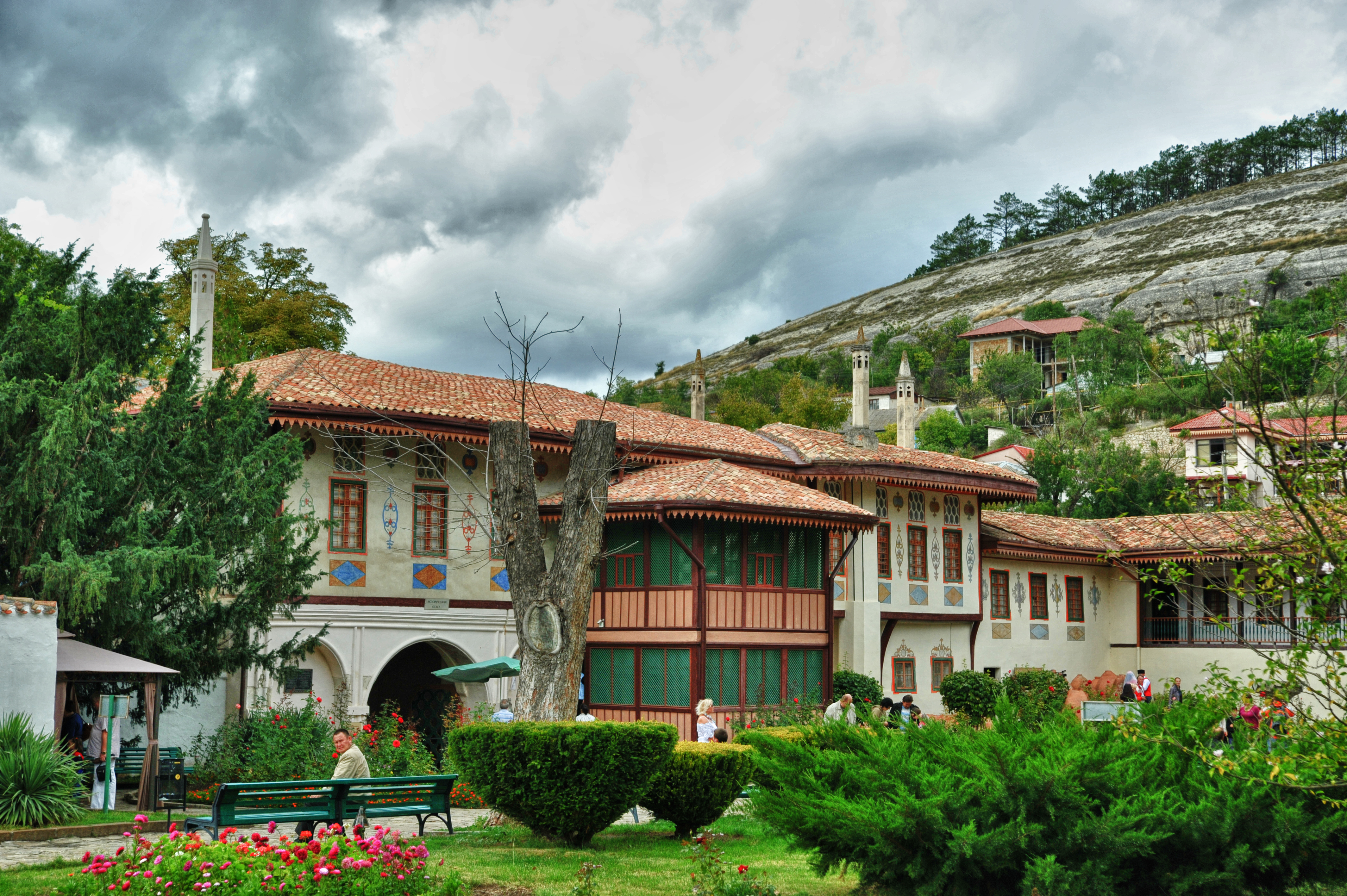
Khanpalast von Bachtschyssaraj

Kriegskarte mit Frontverläufen von 1737 zum Russisch-Österreichischen Türkenkrieg

Im Zuge von Auflösungserscheinungen der Goldenen Horde entstand um 1430 auf der Krim das Krim-Khanat unter der Herrschaft einer Nebenlinie der Mongolenkhane mit der Hauptstadt Bachtschyssaraj, das weite Teile der heutigen Ukraine unter seine Kontrolle brachte. Bereits 1475 fiel es zwar unter osmanische Kontrolle, behielt jedoch ein gewisses Maß an Autonomie. 1502 besiegten die Krimtataren den letzten Khan der Goldenen Horde, was die russische Eroberung Kasans (1552) und Astrachans (1556) förderte. Die Krimtataren unternahmen häufige Raubzüge in das ukrainische Binnenland und nach Russland und machten viele Gefangene, die sie als Sklaven in den Orient verkauften. 1571 drangen sie bis nach Moskau vor und setzten es in Brand, wurden aber im folgenden Jahr in der Schlacht bei Molodi vernichtend geschlagen. Das Krimkhanat beteiligte sich an zahlreichen militärischen Konflikten in Ost- und Mitteleuropa. Die von den Steppenreitern ausgehende ständige Gefahr zwang Russland zum langjährigen Unterhalt einer aufwändigen und kostspieligen Verhaulinie, um sich – auch mit Hilfe der Kosaken – gegen die Tataren zu verteidigen. Zu den ersten russischen Versuchen, auf die Krim vorzudringen, zählten die Krimfeldzüge in den Jahren 1687 und 1689 – in der Regierungszeit Sofia Alexejewnas –, die Teil des Russisch-Türkischen Kriegs (1686–1700) waren. Im Russisch-Österreichischen Türkenkrieg (1736–1739) verwüstete der deutschstämmige Generalfeldmarschall Burkhard Christoph von Münnich im Dienste der Kaiserin Anna 1736 erstmals die Krim.

### Russisches Kaiserreich

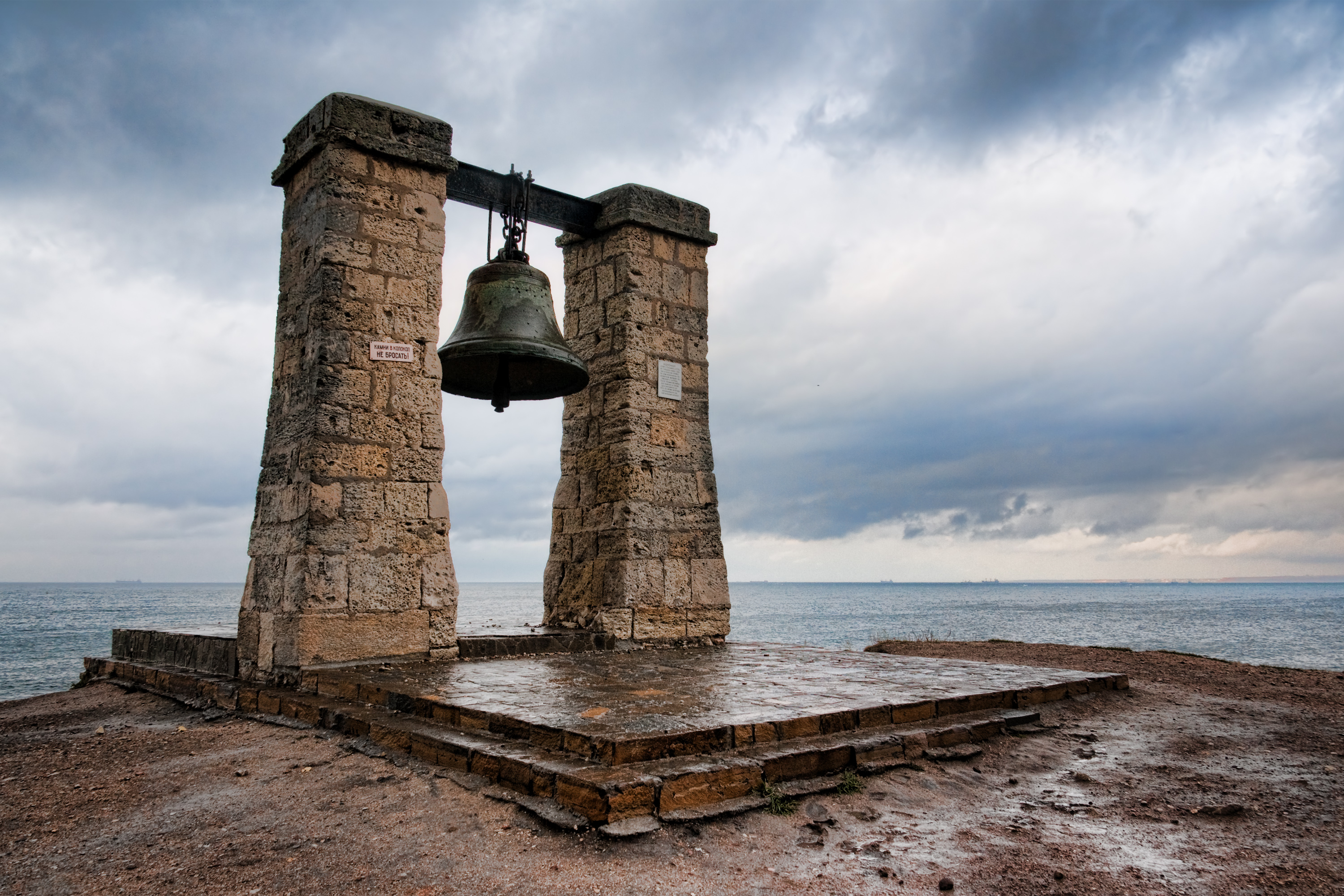
Die Glocke von Chersones, das Symbol von Sewastopol, wurde 1778 aus türkischen Kanonen gegossen, die im Russisch-Türkischen Krieg erbeutet worden waren, und hing einst in der St.-Nikolaus-Kirche in Taganrog. Als der russische Marinestützpunkt nach Sewastopol verlegt wurde, kam auch die Glocke in die dort neu erbaute St.-Nikolaus-Kirche. Im Krimkrieg wurde sie von den Franzosen erbeutet und schlug kurzzeitig in der Kathedrale Notre-Dame de Paris. 1913 wurde sie an das Kloster von Chersones zurückgegeben, das 1925 geschlossen wurde, hängt seitdem an ihrem Platz und warnte bis in die 1960er-Jahre als Nebelglocke bei schlechter Sicht die ankommenden Schiffe.

Bis zum Russisch-Türkischen Krieg (1768–1774) war das Khanat der Krim ein Vasallenstaat des Osmanischen Reichs. Mit Hilfe des Russischen Kaiserreichs gelang die Loslösung; die Osmanen mussten im Frieden von Küçük Kaynarca 1774 die „Unabhängigkeit“ der Krim anerkennen, worauf jedoch gleichzeitig eine schleichende Russifizierung folgte. Viele Krimtataren flohen auf das Gebiet der heutigen Türkei. Unter Grigori Potjomkin kam der Staat der Krimtataren durch Annexion endgültig unter russische Herrschaft: Am 8. April 1783 wurde die Krim formell von Katharina II. „von nun an und für alle Zeiten“ als russisch deklariert. Dies wurde vom Osmanischen Reich jedoch erst mit dem Vertrag von Jassy am 6. Januar 1792 anerkannt. Administrativ unterstand die Krim dem Gouvernement Taurien (russisch Таврическая губерния), zu dem auch ein Teil der östlichen Festlandküste bis zum unteren Dnepr gehörte. „Taurien“ sollte als neuer Name der Krim etabliert werden, setzte sich jedoch nicht durch.

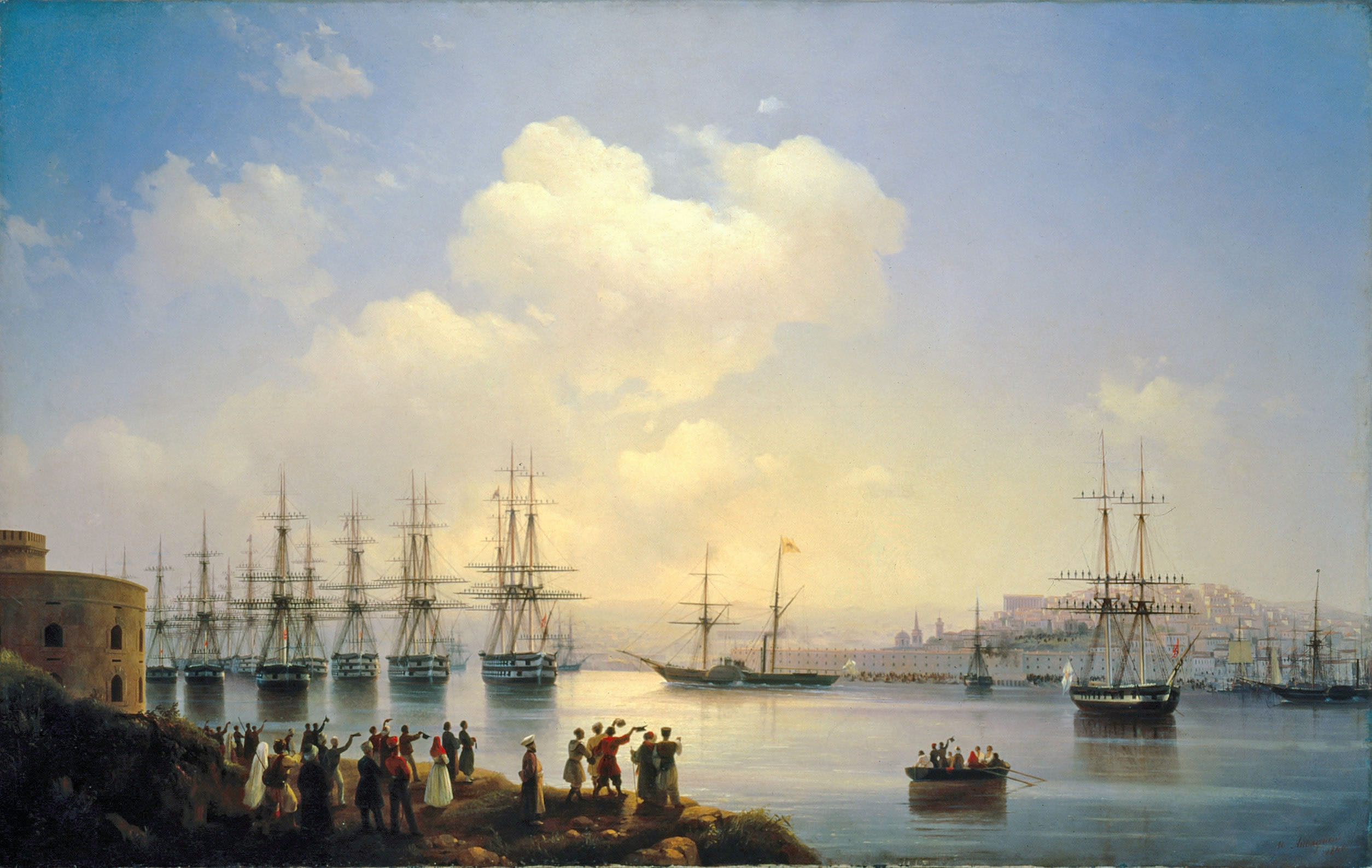
Iwan Aiwasowski: Die russische Flotte vor Sewastopol, 1846

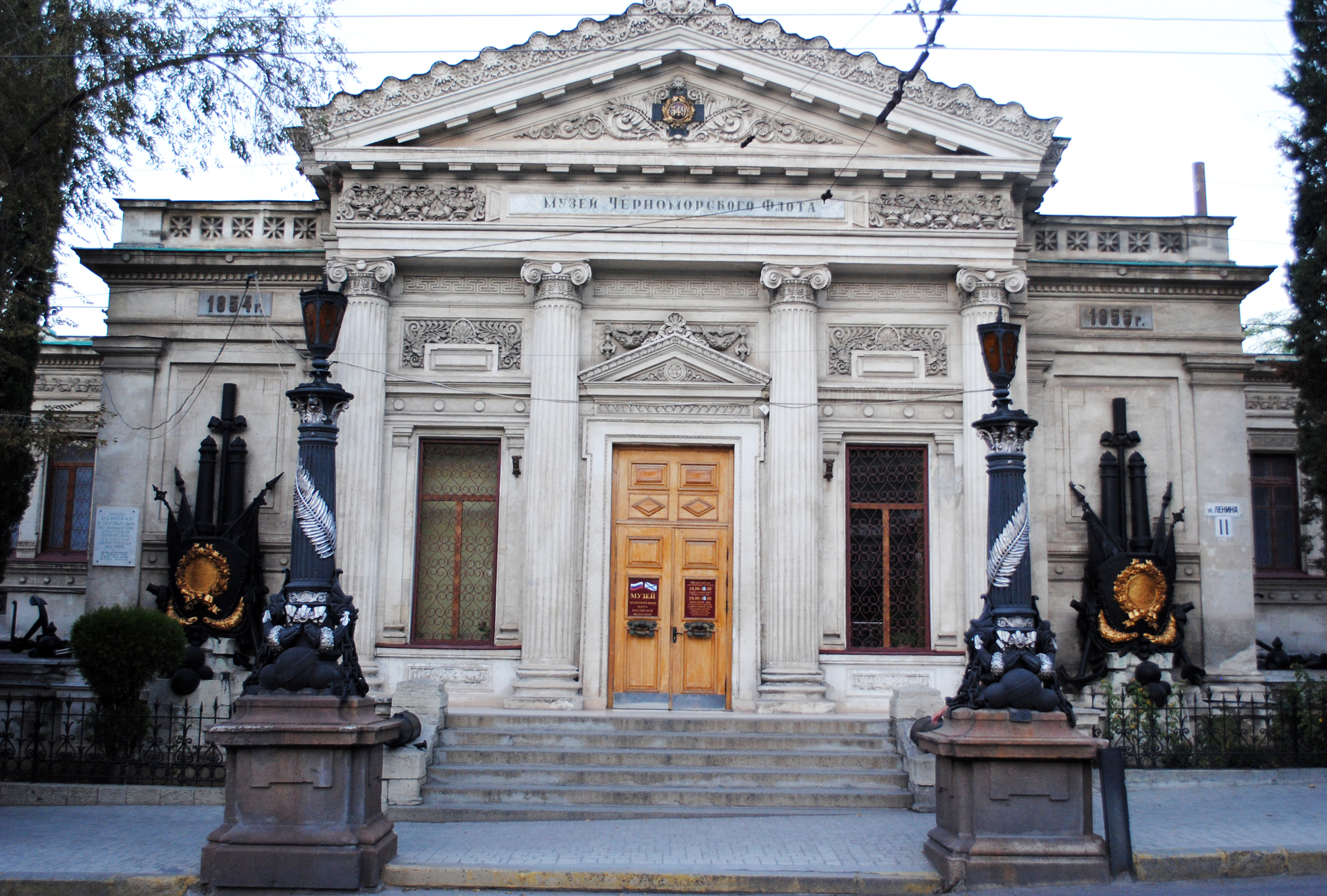
Museum der Schwarzmeerflotte in Sewastopol

Nach der Eingliederung wurden Kolonisten angeworben, darunter Deutsche (siehe Krimdeutsche), Italiener (siehe Italiener auf der Krim), Griechen, Bulgaren, Balten und Russen. Letztere waren vorwiegend entlassene Soldaten oder Saporoger Kosaken. Die tatarischen Bauern, die 96 Prozent der tatarischen Bevölkerung ausmachten, wurden in die unfruchtbaren Gebiete im Inneren der Krim zurückgedrängt. Große Teile der fruchtbaren Gebiete wurden ab 1784 unter der Führung Potjomkins an Landjunker verteilt. Als Folge dieser Politik kam es zu einem vermehrten Fortzug der Tataren ins Osmanische Reich, insgesamt verließen mehrere 100.000 Menschen die Krim.
In der ersten Hälfte des 19. Jahrhunderts wurde unter der Leitung des Admirals Michail Lasarew Sewastopol zum Hauptstützpunkt der russischen Schwarzmeerflotte ausgebaut. Von 1853 bis 1856 waren die Krim und vor allem Sewastopol Schauplatz des Krimkriegs. Teile der Halbinsel wurden während dieser Zeit vorübergehend von alliierten Truppen (Frankreich und Großbritannien an der Seite des Osmanischen Reiches, ab 1855 noch das Königreich Sardinien) besetzt. Während und nach dem Krimkrieg kam es zu einer erneuten Massenflucht. Das Turkvolk der Tataren sympathisierte traditionell mit dem Osmanischen Reich und fürchtete sich vor weiteren Repressalien der Russen. In den 1870er- und 1880er-Jahren folgten weitere Emigrationswellen, sodass die Tataren gegen Ende des 19. Jahrhunderts auf der Krim nur noch eine Minderheit von etwa 187.000 Menschen darstellten.
Am 29. Oktober 1914 wurde Sewastopol von deutschen, unter türkischer Flagge fahrenden Kriegsschiffen beschossen. Dieser Angriff (sowie der auf Odessa) führte zum Kriegseintritt Russlands gegen das Osmanische Reich.

### Russischer Bürgerkrieg und deutsche Besetzung
Während des Ersten Weltkriegs gerieten vor allem deutschstämmige Siedler und Kolonisten sowie Krimtataren in Verdacht, den Gegnern Russlands, konkret dem Deutschen Reich bzw. dem Osmanischen Reich, zuzuarbeiten, obwohl sich die krimtatarische Bevölkerung zarentreu verhielt. Nach dem Sturz des Zaren in der Februarrevolution 1917 übernahm zunächst eine Provisorische Regierung unter Führung der konstitutionellen Demokraten die Führung. Weite Bevölkerungskreise wurden durch den Umbruch politisch mobilisiert. Im Juni 1917 bildete sich etwa eine krimtatarische „Volkspartei“ (Milli Firka). Die krimtatarische Nationalbewegung wurde von ehemaligen Exilanten wie Noman Çelebicihan und Cafer Seydahmet Qırımer repräsentiert. Çelebicihan wurde auch zum Großmufti der Muslime auf der Krim, Polens und Litauens gewählt und glaubte an eine mögliche Zusammenarbeit mit den Bolschewiki im Rahmen einer russischen Föderation. Seydahmet wollte hingegen ein modernisiertes und eng an das Osmanische Reich angelehntes Krim-Khanat wiedererrichten. Die krimtatarischen Nationalisten suchten schon seit dem Kriegsbeginn unter Russlands Feinden nach Verbündeten. Damit stießen sie nicht zuletzt bei Erich Ludendorff, Chef der Obersten Heeresleitung, auf offene Ohren, der von einer von deutschen Kolonisten besiedelten Krim zu träumen begann.
Mitte Dezember 1917, noch vor der Aufnahme der Friedensverhandlungen in Brest-Litowsk, war in Deutschland die Entscheidung gefallen, Beziehungen mit der Ukraine aufzunehmen. Auch die Entente nahm Kontakt zur Ukraine auf, die zu diesem Zeitpunkt signalisierte, sich in eine russische Föderation einfügen zu wollen. Am 1. Januar 1918 entsandte die Ukrainische Volksrepublik eine offizielle Delegation. Deutsche militärische Kreise sahen in der Ukrainischen Volksrepublik ein Gegengewicht zu Polen und zum Bolschewismus. Da die Zentralna Rada im Januar 1918 unter militärischen Druck bolschewistischer Truppen geraten war, erklärte sich die Ukrainische Volksrepublik am 25. Januar 1918 für unabhängig. Die Mittelmächte erkannten die Ukraine am 1. Februar an. Am 9. Februar schlossen die Mittelmächte einen Separatfrieden mit der Ukraine, nicht zuletzt in der Hoffnung, Brotgetreide aus der Ukraine geliefert zu bekommen. Auch deshalb nahmen die Mittelmächte die Kampfhandlungen wieder auf (Operation Faustschlag) und rückten dabei ab dem 18. Februar, gestützt auf ein Hilfeersuchen der ukrainischen Delegation in Brest-Litowsk, auch auf ukrainischem Gebiet vor, um die Bolschewisten aus Kiew zu vertreiben. Die deutsche Ukrainepolitik nahm deshalb in der Einschätzung Winfried Baumgarts „von vornherein einen betont militärischen Charakter an“. Frank Golczewski hat dagegen geltend gemacht, dass es auch noch eine weitere Haltung gab, repräsentiert etwa durch Paul Rohrbach, die zwar auch deutsch-hegemoniale Ziele hatte, aber statt auf formelle Annexionen auf eine imperialistisch bestimmte „Befreiungspolitik“ setzte. Einigkeit bestand in Berlin darüber, die Ukraine als Rohstoffquelle für die weitere Kriegsführung nutzen zu wollen. Das Land selbst wurde in Eisenbahnvormärschen ohne großen Widerstand besetzt.
Unter dem militärischen Druck unterzeichnete Sowjetrussland am 3. März 1918 den Friedensvertrag von Brest-Litowsk und verpflichtete sich zum Schluss eines Friedensvertrages mit der Ukraine. Aber auch nach dem Friedensschluss handhabte die deutsche Seite den Vertrag nach ihrem Gutdünken.
Auf der Krim war es in der Zwischenzeit zu Konflikten zwischen der Provisorischen Regierung einerseits und den vorwiegend mit Ukrainern und Russen besetzten Matrosen- und Soldatenräten in Sewastopol gekommen. Außerdem bildete die Milli Firka bewaffnete krimtatarische Verbände und die Qurultay (Volksversammlung auf der Basis eines die Geschlechter gleichberechtigenden Wahlrechts) ein drittes Machtzentrum. Dass die Qurultay sich zum Vertreter national-kultureller Interessen der gesamten Krimbevölkerung erklärte, spricht laut Kerstin S. Jobst gegen ein Selbstverständnis als nationaler Krim-Staat. Andere Beschlüsse wie die Bezeichnung krimtatarischer Einheiten auf der Krim als „nationale Armee“ deuteten andererseits darauf hin. Die „Demokratische Krimrepublik“ besaß aber außerhalb Simferopols und Bachtschyssarajs nur wenig Macht und wurde von den vorrückenden Bolschewiki beseitigt, die auch im Kriegshafen von Sewastopol erstarkten, während die Provisorische Regierung verschwand. Es kam zu einer ersten Welle „Roter Gewalt“, bei der etwa im Februar 1918 während der „Sewastopoler Bartholomäusnacht“ Mitglieder des Qurultay erschossen wurden, darunter Noman Çelebicihan. Die Beschlagnahme von Lebensmitteln für Sowjetrussland machte die revolutionäre Regierung unbeliebt bei allen Nationalitäten. Nach dem Friedensschluss von Brest-Litowsk wurde auf der Krim am 3. März 1918 die Sowjetische Sozialistische Republik Taurien ausgerufen.
Ende April nahmen die Deutschen auch die Krim ein. Die Sowjetregierung hatte schon gegen den Vormarsch der deutschen Truppen an der Schwarzmeerküste protestiert und die Krim als zu Sowjetrussland gehörig bezeichnet. Das deutsche Auswärtige Amt hatte zugestimmt, dass man die Krim nicht als ukrainisches Territorium betrachte und sich nicht in die staatsrechtliche Gestaltung der Krim einmischen wolle. Ludendorff rechtfertigte das Vordringen der deutschen Truppen, das eindeutig gegen die Bestimmungen des Brest-Litowsker Friedensvertrags verstieß, aber damit, dass die russische Schwarzmeerflotte an den Kämpfen um Cherson und Nikolajew teilgenommen hatte. Es gelte, das „Seeräubernest Sewastopol“ auszunehmen. Eigentlich wollte Ludendorff aber die Schwarzmeerflotte beschlagnahmen sowie die Vorräte der Krim und ihre Ausfuhrhäfen für Deutschland sichern. Auch glaubte er, die Türkei mit der Krim für den Verlust von Mesopotamien und Palästina entschädigen zu können. Das Auswärtige Amt versuchte Ludendorffs Absicht, eine selbständige tatarische Republik als Protektorat zu begründen, zu durchkreuzen. Man stellte sich einen interimistischen Krim-Staat vor, der langfristig unter ukrainische Hoheit kommen sollte.
Aber ähnlich dem Hetmanat Pawlo Skoropadskyjs, mit dem Wilhelm Groener, der Generalstabschef der in der Ukraine stationierten deutschen Truppen, am 24. April 1918 die Rada in der Ukraine ersetzt hatte, weil diese für seinen Geschmack zu wenig für die Versorgung der Mittelmächte mit Lebensmitteln geleistet hatte, wäre auch die Krim nur ein deutscher Marionettenstatt geworden. Nationale Bewegungen wurden pragmatisch unterstützt, hatten doch sowohl Teile der ukrainischen als auch der krimtatarischen Bevölkerung den Einmarsch der Truppen der Mittelmächte begrüßt. Einer unabhängigen tatarischen Krim-Regierung wurde aber die Anerkennung verweigert. Stattdessen setzten die Deutschen im Juni 1918 den lipka-tatarischen Generalleutnant Maciej Sulkiewicz (1865–1920), ehemaliges Mitglied der zaristischen Armee mit Bezug zur Krim, als Premierminister ein, der jegliche Angliederung an die Ukraine ablehnte. Die deutschen Militärs hofften auf einen selbständigen Krimstaat unter deutschem Protektorat. Auch wurde eine eigene, nationalitätenübergreifende Krim-Staatsbürgerschaft eingeführt.
Allerdings hatte Ludendorff dort, wo seine Truppen operierten, allein die Zügel in der Hand. Als Fernziel schwebte ihm ein deutscher Kolonistenstaat auf der Halbinsel vor. Kurzfristig wollte er die Übergabe der zaristischen Schwarzmeerflotte an Sowjetrussland verhindern. Den Gedanken, die Türkei Einfluss auf die Krim ausüben zu lassen, hatte er fallen gelassen und stattdessen die Idee eines „Staatengebildes“ Krim-Taurien ins Auge gefasst, in welchem die deutschen Kolonisten Südrusslands zusammenzuziehen wären. Dieser Staat wäre mit der Ukraine in einem Staatenbund zu vereinigen. Deutschland könne dann die wirtschaftlichen Vorteile der Krim nutzen und den Hafen Sewastopol für eine deutsche Schwarzmeerflotte. Hauptsächlich wollte Ludendorff jedoch Soldaten für die deutsche Armee gewinnen. In Berlin hielt man Ludendorffs Pläne für „uferlos“, und auch Groener hielt nichts davon. Eine Massierung deutscher Kolonisten auf der Krim würde die Ukraine in die Arme Großrusslands treiben. Das Auswärtige Amt lehnte eine Anerkennung der Krim-Regierung ab und verpflichtete sich in einem Ergänzungsvertrag vom 27. August mit Russland, diese Gebiete nach einem Friedensschluss zwischen der Ukraine und Russland zu räumen. Die ukrainische Regierung unter Hetman Skoropadskyj stand der Krimregierung kritisch gegenüber und verhängte eine Wirtschaftsblockade.
Mitte September 1918 sorgte das deutsche Oberkommando für eine Regierungsumbildung auf der Krim. Die neue Regierung verpflichtete sich auf das Programm eines Anschlusses an die Ukraine. Der ukrainische Hetman versprach, den Zollkrieg gegen die Krim zeitweilig einzustellen. Zwischen Spätsommer und Oktober 1918 wurden zwischen Vertretern Kiews, Berlins, Istanbuls und Simferopols über den künftigen Status der Krim geführt. Während die tatarischen Minister der Krim-Regierung für einen krimtatarischen Staat plädierten, bevorzugten die übrigen einen nichtsozialistischen russländischen Staat. Nach dem militärischen und politischen Zusammenbruch der Mittelmächte im November 1918 zogen die deutschen Truppen ab. Mit in die Heimat wollte man die deutschen Kolonisten nicht nehmen. Der Kommunikationsraum zwischen Krimdeutschen und Besatzungsregime wirkte freilich bis in den Zweiten Weltkrieg nach.
Kurzzeitig etablierte sich auf der Krim einer neuen Regierung unter Solomon Krym, die sich gegen die Bolschewiki, aber auch gegen die Weißen stellte. Ihr bekanntester Minister, Wladimir D. Nabokow, war zuständig für Justiz. Sie wurde im Frühjahr 1919 von den Roten Garden vertrieben. Für etwa acht Wochen bestand jetzt die Sowjetisch-Sozialistische Republik Krim (Krymskaja Sovetskaja Socialističeskaja Respublika), die wiederum von der Weißen Armee beseitigt wurde. Auf der Krim herrschten nun roter und weißer Terror.

### Zwischenkriegszeit, autonome ASSR

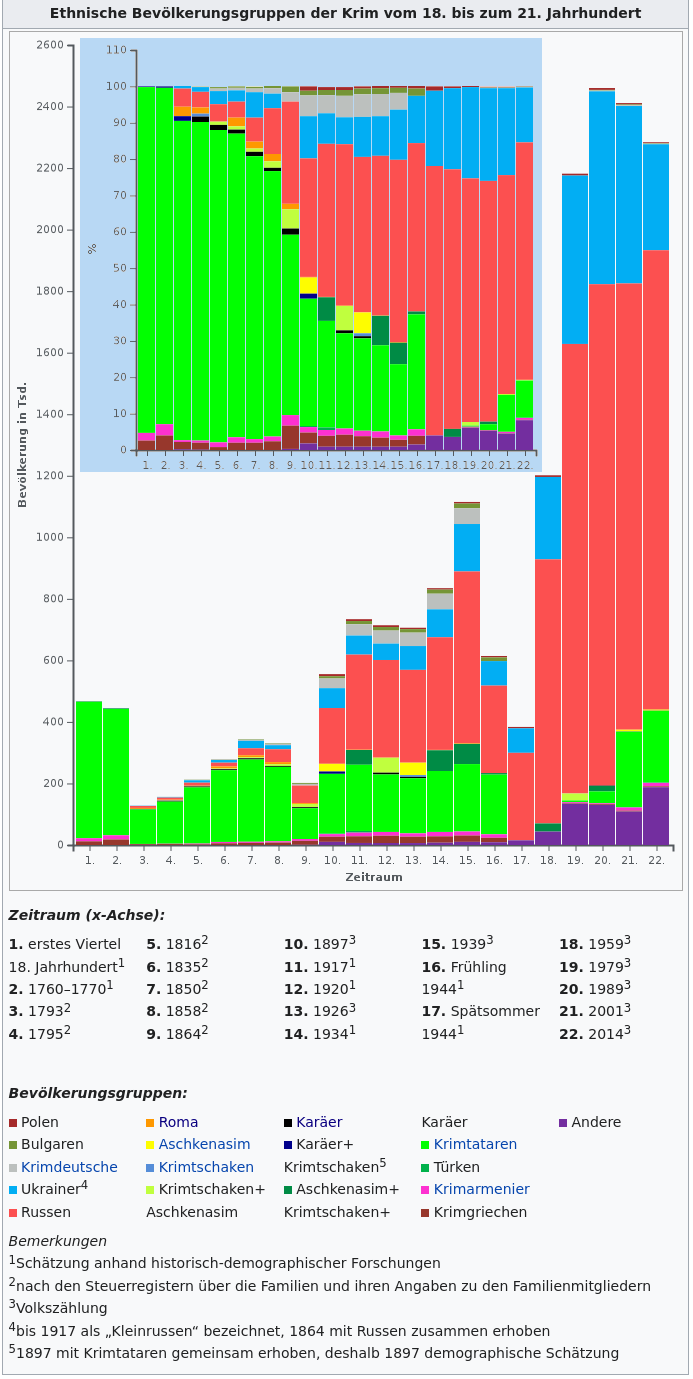
Bevölkerungsgruppen der Krim (gesamt und in %): 18. Jahrhundert – Juli 2014 (nach russischer Annexion):
Krimdeutsche,
Ukrainer,
Russen,
Krimtataren,
die drei jüdischen Gruppen in verschiedenen Zusammenfassungen und Trennungen (zwischen Russen und Krimtataren),
Bulgaren (oben),
Armenier (unten),
Griechen (unten).
Deutlich sichtbar die zahlreichen Todesopfer der NS-Besatzung 1941 bis 1944 und kurz danach und davor die Opfer der stalinistischen Deportationen.

Im Russischen Bürgerkrieg hielten Weiße Garden die Krim besetzt. Nach der Niederlage Wrangels marschierte die Rote Armee ein, und 1921 wurde die Krim zur Autonomen Sozialistischen Sowjetrepublik (ASSR) innerhalb Sowjetrusslands ausgerufen. Sie blieb somit vom Festland, der Ukrainischen Sozialistischen Sowjetrepublik, verwaltungstechnisch getrennt.
Der Stalinismus und der Große Terror trafen auch die Krim. Durch die verschiedenen „Säuberungswellen“, vor allem im Jahr 1936, kamen 30.000 bis 40.000 Krimtataren ums Leben.

### Zweiter Weltkrieg, Vertreibung und Deportation
Schon kurz nach dem Beginn des Deutsch-Sowjetischen Krieges ordnete Stalin am 18. Juli 1941 die Vertreibung von fast 53.000 Krimdeutschen „auf ewige Zeiten“ an, um deren befürchtete Kollaboration mit den Invasoren zu verhindern. In aller Eile mussten sie das Nötigste zusammenpacken und wurden, zusammengepfercht in Viehwaggons, hauptsächlich nach Kasachstan transportiert. Viele starben schon an den Strapazen der tagelangen Fahrt.
Die Krim wurde nach heftigen Kämpfen um Sewastopol von 1941 bis 1944 durch die Wehrmacht besetzt. Ab dem 11. Dezember 1941 ermordete die Einsatzgruppe D in Zusammenarbeit mit Wehrmachtseinheiten unter anderem im Simferopol-Massaker oder im Massaker von Feodossija fast die gesamte jüdische Bevölkerung der Krim: alteingesessene Krimtschaken, jiddischsprachige Aschkenasim, die Karäer sollten eigentlich verschont werden, wurden auf der Krim aber ebenfalls oft Opfer des Holocaust. Die Krim hätte mit einem Bezug auf die germanischen Krimgoten als Gotengau annektiert und mit Südtirolern (vgl. Option in Südtirol) besiedelt werden sollen, wozu es infolge des Kriegsverlaufs allerdings nicht kam. Tausende sowjetische Soldaten und Zivilisten leisteten noch bis in den Spätherbst 1942 erbitterten Widerstand gegen die Wehrmacht in den Katakomben von Adschimuschkai.
Nach der Schlacht um die Krim wurden am 18. Mai 1944 auf Stalins Befehl fast alle zum Ende des Krieges auf der Krim noch lebenden Krimtataren, 187.000 bis 194.000 Menschen, unter dem Pauschalvorwurf der Kollaboration mit NS-Deutschland von NKWD-Einheiten nach Zentralasien deportiert. Deutlich mehr Krimtataren hatten allerdings als Soldaten der Roten Armee oder als Partisanen auf der Krim gegen Wehrmacht und SS gekämpft, als kollaboriert hatten. Bei der Deportation in Viehwaggons kamen etwa 7900 Menschen um, unmittelbar nach ihrer Ankunft in Mittelasien starben nach NKWD-Akten weitere 16.000, der Anteil der Gesamtopfer bis nach dem Ende der großen sowjetischen Nachkriegs-Hungersnot 1946/47 wird auf 15 bis 27 % angegeben, von krimtatarischen Verbänden auf 46 % geschätzt. Ihnen folgten 14.500 Griechen, 12.000 Bulgaren, 11.300 Krimarmenier und rund 2.000 Krimitaliener. An die Massendeportation der Krimdeutschen, Krimtataren, Griechen, Bulgaren und Armenier erinnert das Denkmal „gegen Grausamkeit und Gewalt“ am Bahnhof von Kertsch. Vergessen wurden dabei die Italiener, die seit 1820 in Kertsch lebten.
Auf der Krim fand im Februar 1945 die entscheidende Konferenz von Jalta der Alliierten vor dem Ende des Zweiten Weltkrieges statt.

### Nachkriegszeit

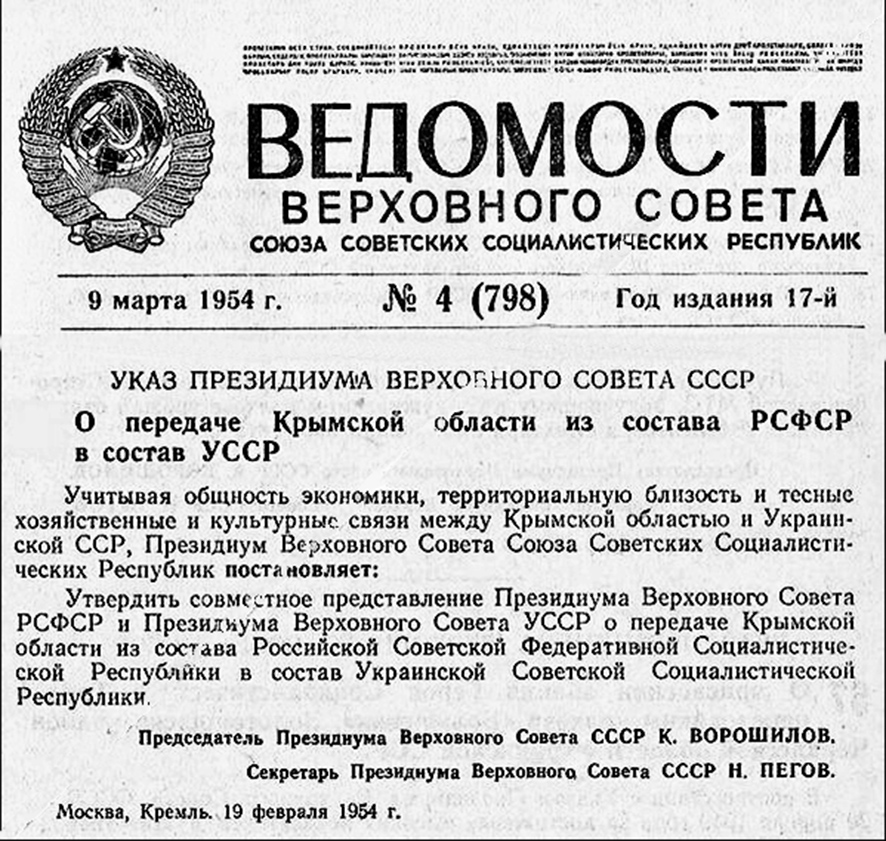
Beschluss des Präsidiums des Obersten Sowjets der UdSSR (1954)

Die Deportation der Krimtataren im Mai 1944 hatte die Voraussetzungen geschaffen, der Krim ihren Status als autonome Sowjetrepublik zu entziehen. Sie wurde am 30. Juni 1945 zur einfachen Oblast innerhalb der Russischen Sozialistischen Föderativen Sowjetrepublik (RSFSR) erklärt.
Im Jahr 1954, ein Jahr nach Stalins Tod, wurde die Krim aus dem Territorialbestand der RSFSR in den der Ukrainischen Sozialistischen Sowjetrepublik (USSR) übergeben. Eingebettet war dieser Transfer in die Feierlichkeiten zum 300. Jahrestag der Übereinkunft von Perejaslaw 1654, als sich die ukrainischen Kosaken dem russischen Zaren unterstellten. Während die ukrainische Geschichtsschreibung darin ein kurzfristiges Bündnis gegen den polnischen König sieht, begreifen russische Historiker das Vertragswerk vor dem Hintergrund des ersten ostslawischen Staates der Kiewer Rus als eine Wiedervereinigung von „Groß“- und „Kleinrussen“.
Die politischen Hintergründe der Unterstellung der Krim unter die Jurisdiktion der Ukraine sind komplex und bislang nicht abschließend geklärt worden. Einige Quellenfragmente deuten darauf hin, dass über einen Transfer der Krim bereits seit den 1940er-Jahren nachgedacht wurde. Schon vor 1954 wurden Ukrainer auf der Krim angesiedelt, um dem Arbeitskräftemangel nach der Deportation der Krimtataren entgegenzuwirken. In der sowjetischen Presse wurde 1954 wenig Aufhebens um den Transfer gemacht. Im Mittelpunkt standen die Feierlichkeiten um die Übereinkunft von Perejaslaw. Eine Auflösung der Sowjetunion schien ohnehin unvorstellbar. Sowjetische Autoren bezeichneten den Transfer oft als „Geschenk“ Chruschtschows. Dieser Mythos wurde auch nach der Auflösung der Sowjetunion nicht kritisch hinterfragt. Ukrainische und russische Historiker legten ihr Hauptaugenmerk auf die Ereignisse von 1654.
Im Jahr 1992 wurden in Russland Quellen zur Entscheidung zum Transfer der Krim veröffentlicht. Die Protokolle erwecken dabei den Eindruck, dass die Sitzungen und ihre Beschlüsse bereits im Voraus geplant worden seien. Entscheidungen wurden in der Sowjetunion „von oben“ getroffen, während man es so aussehen ließ, als ob sie „von unten“ initiiert worden seien. Ein enger Kreis um Nikita Chruschtschow, seit 1953 Erster Sekretär der KPdSU, darunter Georgi Malenkow, der dem Präsidium des Zentralkomitees der KPdSU vorstand, und Kliment Woroschilow, Vorsitzender des Präsidiums des Obersten Sowjets, war beteiligt und wurde von Alexei Kiritschenko, dem Ersten Sekretär des ZK der Kommunistischen Partei der Ukraine, unterstützt. Offenbar wurde Pawel Titow, Erster Sekretär des Krim-Gebietskomitees der KPdSU, im Januar 1954 nach Moskau einbestellt, um ihn über den Transfer zu informieren. Es wird berichtet, dass Titow protestierte und umgehend durch den Ukrainer Dmitri Poljanski ersetzt worden sei. Möglicherweise wurde die Gelegenheit genutzt, sich Titows zu entledigen. Die zeitliche Koinzidenz des Führungswechsels in der kommunistischen Partei der Krim legt jedoch nahe, dass es tatsächlich eine Opposition gegen den Transfer gab.
Umgesetzt wurde der Transfer der Krim durch Beschlüsse der Präsidien der Obersten Sowjets der RSFSR, der USSR und der UdSSR. Der Erlass des Präsidiums des Obersten Sowjet der UdSSR über die Übergabe des Krim-Gebiets aus dem Bestand der RSFSR an den der Ukrainischen SSR erging am 19. Februar 1954 und wurde am 26. April 1954 durch die Verabschiedung eines Verfassungsänderungsgesetzes vom Obersten Sowjet der Sowjetunion bestätigt. In der Folge wurde auch die Verfassung der RSFSR entsprechend geändert. Zum Ausgleich wurde 1956 die Karelo-Finnische Sozialistische Sowjetrepublik in die Karelische Autonome Sozialistische Sowjetrepublik umgewandelt und der RSFSR angegliedert. Poljanski führte im März 1954 die Krim als jüngste Oblast der ukrainischen Sowjetrepublik ein und gab der Hoffnung Ausdruck, dass damit die notwendige Entwicklung der Krim vorangetrieben werden könne.
Aufgrund Chruschtschows ukrainischer Herkunft wird ihm ein besonderes Interesse an ukrainischen Angelegenheiten zugeschrieben. Von einem Alleingang Chruschtschows könne aber, so die Historikerin Kerstin S. Jobst, aufgrund der politischen Gemengelage im Kreml und dem noch nicht abgeschlossenen Machtkampf um Stalins Nachfolge keine Rede sein, sodass sich schon deshalb der Begriff „Schenkung“ verbiete. Die Osteuropa-Historikerin Susanne Schattenberg betont, dass die Übergabe an die Ukraine in erster Linie aufgrund der „ökonomischen Gemeinsamkeiten, der territorialen Nähe und der engen Wirtschafts- und Kulturbeziehungen“ erfolgte, da die Krim auf dem Landweg nur über die Ukraine versorgt werden konnte. Zudem habe man ein symbolisches Zeichen für die Aufwertung Kiews setzen wollen. Gwendolyn Sasse verweist darauf, dass Chruschtschow nach der Entmachtung Lawrenti Berias 1953 noch der zweitmächtigste Mann im Staat hinter Malenkow war und die Entscheidung zum Transfer der Krim mit dem Beginn seiner Kampagne gegen Malenkows Landwirtschafts- und Reformpolitik zusammenfiel. Chruschtschow nutzte die russisch-ukrainischen Feierlichkeiten 1954 auch, um einen eigenen Personenkult zu schaffen und sich als Symbol der Einheit zwischen der Ukraine und Russland zu inszenieren.
Mit dem Transfer der Krim wurde die Ukraine enger an Moskau gebunden, zumal sowjetrussische Interessen etwa an Sewastopol nicht infrage gestellt wurden. Die Bevölkerung der Krim war ganz überwiegend russisch und russischsprachig. Die Stärkung des russischen Bevölkerungsanteils in der Ukrainischen Sowjetrepublik mag ein erwünschter Nebeneffekt des Transfers gewesen sein.
Der Historiker und Politologe Jewgeni Ambarzumow argumentierte 1992, der Transfer der Krim sei illegal gewesen. Chruschtschow habe die Entscheidung in Kiew schon im Januar 1954 mitgeteilt, also nach der Entscheidung des Politbüros, aber vor der offiziellen Entschlussfassung. Die Verfassung der RSFSR habe zudem vorgesehen, dass die Entscheidung durch den Gesamten Obersten Sowjet der RSFSR hätte bestätigt werden müssen, nicht nur durch das Präsidium. Auch seien territoriale Veränderungen ohne Zustimmung der betreffenden Republik nach Artikel 14 und besonders 18 der damals gültigen Verfassung der Sowjetunion nicht zulässig. Ambarzumow verknüpfte damit keine Gebietsansprüche, weil weder Russen noch Ukrainer in diese auf höchster Ebene getroffene Entscheidung eingebunden gewesen seien, sondern wollte die Rechte der Russen auf der Krim stärken. Gwendolyn Sasse weist darauf hin, dass man dem sowjetischen Verfassungsrecht nicht nachträglich mehr Bedeutung zumessen dürfe, als es tatsächlich gehabt habe, denn die kommunistische Partei habe sich stets leicht über das Verfassungsrecht hinwegsetzen können. Der Kontext der seinerzeitigen Gebietsneuordnung der UdSSR sei bedeutsamer. Das Vorgehen im Fall der Krim ähnelt dem Vorgehen bei der Wiedererrichtung der Tschetscheno-Inguschischen ASSR 1957, der Gebiete der Dagestanischen und der Nordossetischen ASSR zugeschlagen wurden.
Die wenigen westlichen Historiker, die sich mit dem Transfer beschäftigt haben, sehen darin ein Zeichen der Freundschaft gegenüber der Ukraine, weisen aber auch auf die großen ökonomischen und politischen Probleme der Krim hin, die im Krieg verheert und entvölkert worden war. Auch sei der Transfer Teil der Entstalinisierung gewesen, um die Zentralmacht zu schwächen. Als solcher war der Transfer auch Teil einer ganzen Reihe von Maßnahmen der Umsiedlung und Wirtschaftsentwicklung. Durch den Transfer wurde ein Prozess der Ukrainisierung der Krim in Gang gesetzt, der mit Ansiedlungen von Ukrainern und Infrastrukturprojekten wie dem Nord-Krim-Kanal einherging.
1967 wurden die Krimtataren offiziell rehabilitiert, zehn Jahre später als die übrigen deportierten Völker; sie durften aber erst ab 1988 auf die Krim zurückkehren.

### Wiederbegründung der ASSK in der Ukrainischen SSR 1991

Karte der Halbinsel Krim

Am 20. Januar 1991 sprachen sich 93 Prozent der Krimbewohner in einem Referendum für die „Wiederbegründung der Autonomen Sozialistischen Sowjetrepublik der Krim (ASSK) als Subjekt der UdSSR und Teilnehmer des Unionsvertrages“, also für den Verbleib in der Sowjetunion aus.
Der Oberste Sowjet der Ukraine bestätigte in einer Entscheidung am 12. Februar 1991 die Gründung einer ASSK, verkündete dabei aber die „Wiederbegründung der ASSK im Bestand der Ukrainischen SSR“. Ein Konstrukt ASSK hatte jedoch zuvor nie innerhalb einer Ukrainischen SSR existiert, so dass die Entscheidung juristisch fehlerhaft war. Man nahm es jedoch so am 6. Juni 1991 in die Verfassung der ASSK auf und machte es so rechtsgültig.
Am 17. März 1991 stimmten 70,2 % aller abstimmenden Ukrainer bei einem Referendum für den Verbleib in der UdSSR.
Am 24. August 1991 erklärte sich die Ukrainische SSR selbst in den bestehenden Grenzen, also einschließlich der Krim, für unabhängig.
Am 4. September 1991 erklärte sich die ASSK als innerhalb der UdSSR autonom, mithin nicht als Teil der Ukraine.
Im Sommer 1991 kam es auch auf der Krim, wo der damalige Präsident der Sowjetunion Urlaub machte, zu einem Putschversuch gegen Michail Gorbatschow. Der Putsch, seine Folgen und das Referendum über die Unabhängigkeit der Ukraine am 2. Dezember 1991 besiegelten tatsächlich das Schicksal der UdSSR. Beim letztgenannten Referendum wurde die Bevölkerung der Autonomen Republik Krim nicht darüber befragt, ob sie nach der Auflösung der UdSSR in der Ukraine bleiben oder sich alternativ wieder der Russischen Föderation anschließen wollte. Tatsächlich wurde die Sowjetunion am 8. Dezember 1991 bei einem Treffen der Staatsoberhäupter der Russischen Föderation, der Ukraine und von Belarus aufgelöst.
Am 1. Dezember 1991 stimmten im Referendum über die Unabhängigkeit der Ukraine 54 Prozent der Wähler in der Autonomen Sozialistischen Sowjetrepublik der Krim mit „Ja“. Das Parlament der Krim stimmte hingegen für eine Unabhängigkeit der Halbinsel selbst.
Am 26. Februar 1992 änderte der Oberste Sowjet der ASSR der Krim ohne Zustimmung der ukrainischen Behörden den offiziellen Namen des Landes in Republik Krim.
Am 5. Mai 1992 proklamierte das Parlament der Krim die Selbstverwaltung der Krim und verabschiedete ihre erste Verfassung. Auf Druck Kiews wurde letzteres am 6. Mai 1992 um einen Satz zur Zugehörigkeit der Krim zur Ukraine ergänzt.
Am 19. Mai 1992 wurde die Proklamation der Selbstverwaltung der Krim vom ukrainischen Parlament (Werchowna Rada) annulliert. Als Gegenleistung stimmte Kiew zu, den Autonomiestatus der Krim zu stärken. Darauf kam es zum verbalen Schlagabtausch zwischen Russland und der Ukraine auch in Bezug auf den Flottenstützpunkt. In einem ersten Kompromiss wurden am 30. Juni 1992 die Rechte der Autonomen Republik Krim innerhalb des ukrainischen Staates ausgeweitet. Die sezessionistischen Kräfte verzichteten im Gegenzug auf ein Referendum, das auf den Anschluss an Russland abzielte. Sie erhielt Hoheitsrechte in Finanzen, Wirtschaft, Kultur, Verwaltung und Recht; Außen-, Verteidigungs- und Währungspolitik verblieben bei der Ukraine.
Am 14. Oktober 1993 richtete das Parlament der Krim unter der Ausnutzung dieser erweiterten gesetzlichen Befugnisse das Amt des Präsidenten der Krim ein und gewährte den Krimtataren eine regelmäßige Vertretung im beratenden Rat der Vierzehn.
Am 17. März 1995 annullierte das ukrainische Parlament die Verfassung der Krim von 1992, enthob den Präsidenten der Krim, Jurij Meschkow, seines Amtes und schaffte sein Amt ab. Dem Präsidenten wurden staatsfeindliche Aktivitäten sowie die Förderung der Abspaltung der Krim von der Ukraine und ihrer Integration in die Russische Föderation vorgeworfen. Am 31. März 1995 unterstellte der ukrainische Präsident Kutschma die Krim per Erlass direkt der Verwaltung durch die Kiewer Zentralregierung. Am 15. April 1995 teilte das Parlament der Krim mit, es wolle eine Volksabstimmung zur Wiedereinführung der Verfassung von 1992 durchführen. Am 31. Mai zog das Parlament das Referendum zurück.
Am 22. August wurde die Autonomie teilweise wiederhergestellt: das Recht zur Ernennung und Abberufung des Regierungschefs lag bei dem Parlament der Krim, allerdings nur nach einer Absprache mit dem Präsidenten der Ukraine.
Am 1. November 1995 trat eine neue Verfassung der Krim in Kraft, die jedoch nicht die Rechte der Krimtataren berücksichtigte, welche die Abstimmung boykottiert hatten und nach dem Ergebnis in einen Hungerstreik traten.
Am 4. April 1996 wurde das Gesetz über die Autonomie der Krim verabschiedet.
In der Verfassung der Autonomen Republik Krim vom 12. Januar 1998 sind Ukrainisch, Russisch und Krimtatarisch als Sprachen festgelegt, die Krim gilt nun als „integraler Bestandteil der Ukraine“.

### Budapester Memorandum
Im „Budapester Memorandum“ vom 5. Dezember 1994 verpflichteten sich im Rahmen der in Budapest stattfindenden KSZE-Konferenz Russland, Großbritannien und die Vereinigten Staaten in drei getrennten Erklärungen jeweils gegenüber der Ukraine, Kasachstan und Belarus, als Gegenleistung für einen Nuklearwaffenverzicht die Souveränität und die bestehenden Grenzen der Länder (Art. 1) sowie deren politische und wirtschaftliche Unabhängigkeit zu achten (Art. 2 f.) und im Falle eines nuklearen Angriffs auf die Länder unmittelbar Maßnahmen des UN-Sicherheitsrates zu veranlassen (Art. 4).
Mit der Unabhängigkeit der Ukraine kam es mit der Russischen Föderation zum Streit über die Schwarzmeerflotte und ihren Heimathafen Sewastopol. Neben ihrer Bedeutung als wichtiger Flottenstützpunkt der ehemaligen Sowjetunion gilt die Stadt zudem als Nationalsymbol, unter anderem wegen ihrer Rolle im Krimkrieg und im Zweiten Weltkrieg. Im Juli 1993 erklärte das russische Parlament Sewastopol zur russischen Stadt auf fremdem Territorium nach dem Vorbild von Gibraltar. Erst der Flottenvertrag vom Mai 1997 regelte die Aufteilung der Flotte und den Verbleib der russischen Marine auf der Krim bis 2017, womit sich die Situation entspannte. Russland pachtete den größeren Teil Sewastopols auf zwanzig Jahre. Im bewaffneten Konflikt zwischen Georgien und Russland 2008 stellte sich die Ukraine unter dem damaligen Präsidenten Wiktor Juschtschenko auf die Seite von Georgien und drohte, den Stationierungsvertrag mit Russland nicht zu verlängern. Dies geschah dann aber 2010 unter Präsident Wiktor Janukowytsch, der den Pachtvertrag bis 2042 ausdehnte. Im Gegenzug sicherte Russland der Ukraine vergünstigte Erdgaslieferungen zu. Die Schiffe der russischen Schwarzmeerflotte lagen im Hafen von Sewastopol neben jenen der ukrainischen Flotte. Anfang 2014 verstärkte Russland die auf der Krim stationierten Soldaten.

### Besetzung und Annexion durch Russland

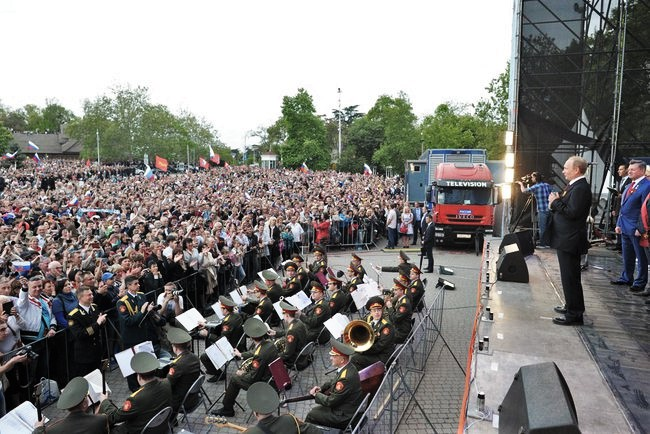
Wladimir Putin in Sewastopol, 9. Mai 2014

Als 2008 ein NATO-Beitritt Georgiens diskutiert wurde, soll US-amerikanischen Berichten zufolge Putin im NATO-Russland-Rat davon gesprochen haben, dass bei einem NATO-Beitritt der Ukraine die Krim und die Ostukraine von der Ukraine abgelöst und an Russland angegliedert werden könnten. Nach der politischen Unsicherheit in der Ukraine im Zuge des Euromaidans kam es im Februar 2014 zum Wiederaufleben separatistischer Bestrebungen, dies unter Zuhilfenahme russischer Agitatoren. Nachdem bewaffnete Kräfte Ende Februar das Regionalparlament besetzt hatten, riegelten sie das Gebäude ab und ließen nur eine Auswahl von – durch Sergei Aksjonow eingeladenen – Abgeordneten das Gebäude betreten. Wie viele Abgeordnete von Aksjonow zur Sitzung zugelassen wurden, ist unklar. In einer nichtöffentlichen Sitzung wurde Aksjonow dann zum neuen Ministerpräsidenten bestimmt sowie die Durchführung eines Referendums über die Abspaltung der Krim von der Ukraine und später die Gründung der Republik Krim beschlossen. Während dieser Sitzung befanden sich bewaffnete Kräfte in den Flügeln des Gebäudes.
In dem am 16. März 2014 durchgeführten Referendum über den Status der Krim sprachen sich offiziell bei einer Wahlbeteiligung von 83,1 % dem amtlichen Endergebnis zufolge 96,77 % der Abstimmenden für einen Anschluss an Russland aus. Ein Ende April 2014 veröffentlichter Bericht des Mitglieds des Menschenrechtsrats beim russischen Präsidenten Bobrow schätzt nach Befragungen von Fachleuten und Bürgern dagegen, es hätten „[n]ach unterschiedlichen Angaben […] 50 bis 60 % der Stimmbürger für den Anschluss gestimmt, bei einer Wahlbeteiligung von 30 bis 50 %.“, in der Autonomen Republik Krim hätten nach seiner Schätzung 50–60 %, in der Stadt Sewastopol 50–80 % zugestimmt. Der Bericht, der sich mit Problemen der Krimbevölkerung befasst, beurteilt die Ergebnisse teilweise als Protest gegen die Korruption eines ukrainischen oligarchischen Donezk-Kartells und teilweise auch durch Angst vor bewaffneten Konflikten in der Ukraine beeinflusst.
Am 18. März informierte der russische Präsident Wladimir Putin die Öffentlichkeit über die russische Annexion der Krim. Noch am selben Tag unterzeichnete Putin zusammen mit dem Ministerpräsidenten der Republik Krim Sergei Aksjonow, dem Parlamentsvorsitzenden Wladimir Konstantinow sowie dem Vorsitzenden des Koordinationsrates zur Organisation der Stadtverwaltung von Sewastopol, Alexei Tschaly, einen Beitrittsvertrag der Krim zu Russland und kündigte an, es werde zwei neue Föderationssubjekte geben.
Nach der Ratifizierung des Vertrages durch die russische Duma und den russischen Föderationsrat sowie nach der Erklärung des Verfassungsgerichts der Russischen Föderation über die Rechtmäßigkeit des Eingliederungsvertrages zwischen der Russischen Föderation und der Republik Krim unterschrieb der russische Präsident Wladimir Putin am 21. März 2014 das verfassungsändernde Gesetz zur Aufnahme der Krim als Föderationssubjekte Republik Krim und Stadt föderalen Ranges Sewastopol in die Russische Föderation. Die herrschende Meinung der völkerrechtlichen Beurteilung lautet Annexion. In der russischen öffentlichen Darstellung wird von einer (Wieder-)Vereinigung der Krim mit Russland gesprochen (воссоединение, присоединение), dabei beruft man sich auf das im Völkerrecht verankerte Selbstbestimmungsrecht.
In einer völkerrechtlich nicht bindenden Resolution vom 24. März 2014 bezeichnete eine absolute Mehrheit von 100 Staaten der UNO-Vollversammlung, der 193 Mitgliedsstaaten angehören, das Referendum auf der Krim als ungültig. 58 Staaten enthielten sich, elf stimmten gegen die Resolution, darunter Syrien, Nordkorea und Kuba. Der Westen war der Ansicht, Russland habe aggressive Lobbyarbeit gegen die Resolution betrieben, die Zahl der Ja-Stimmen sei danach überraschend hoch ausgefallen. Russland hatte dem Westen seinerseits „wirtschaftlichen Druck und Erpressung zahlreicher Staaten“ bei der Abstimmung vorgeworfen.
Krimtataren und ukrainische Aktivisten hatten schon monatelang das Kappen der Stromversorgung der Krim gefordert, solange die Versorgung noch über die Ukraine laufe. Als in den Nächten zum 20. und 22. November 2015 durch die Sprengung von Strommasten in der Oblast Cherson mehrere essentielle Freileitungen knapp nördlich der Krim und damit die von der Ukraine her erfolgende Versorgung mit elektrischer Energie unterbrochen worden waren, wurde wegen Strommangels der Notstand ausgerufen. Seit der Annexion der Krim waren rund 100 km Hochspannungsleitungen gebaut worden. Am 31. Dezember 2015 wurde berichtet, dass durch Wind oder Sprengung die einzige, reparierte Stromversorgungsleitung von der Ukraine her erneut unterbrochen wurde und die Krim dadurch – trotz des neuen Seekabels von Russland her – nur stundenweise mit Strom versorgt werden konnte. Am 11. Mai 2016 schaltete Präsident Putin den vierten und letzten Teil der russischen Stromleitung zur Krim frei, welche die Halbinsel mit Strom aus russischen Kraftwerken versorgt. Die Krim erhielt zudem Sondermittel aus dem Föderalen Finanzhaushalt; im Jahr 2017 erhielt alleine die Stadt Sewastopol umgerechnet 68 Millionen Euro aus dem Zentralhaushalt.
Russland verletzte mit der Aufnahme der Krim Artikel 2 Nr. 4 UN-Charta. Die russischen Duma-Wahlen vom 18. September 2016 auf der Krim waren von westlichen Ländern als illegal bezeichnet worden; krimtatarische Aktivisten hatten zum Boykott aufgerufen.

## Bevölkerung

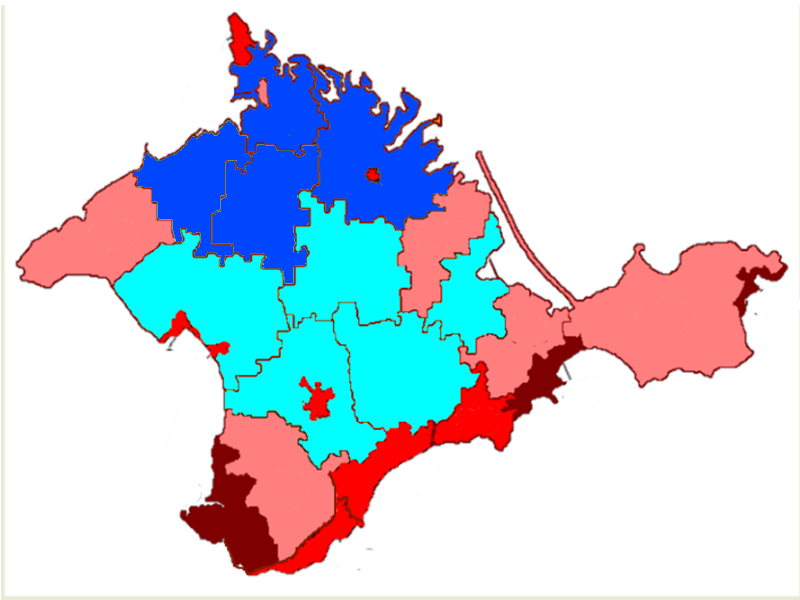
Verteilung der Ethnien auf der Krim:
55–68 % Ukrainer, Krimtataren und andere
50–54,9 % Ukrainer, Krimtataren und andere
50–54,9 % Russen
55–69,9 % Russen
70–79 % Russen

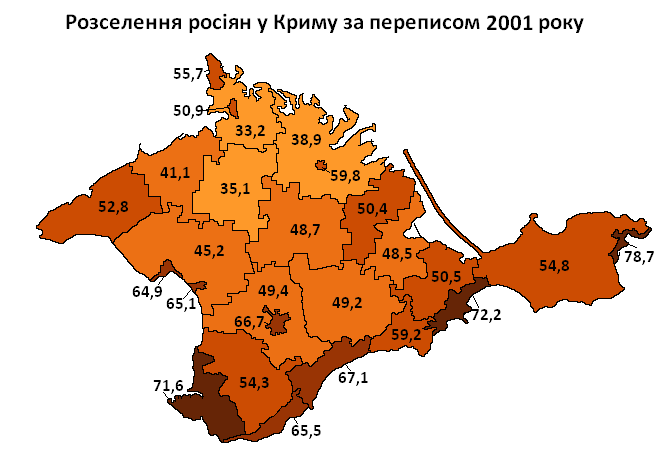
Verteilung der Russen auf der Krim nach der Volkszählung 2001

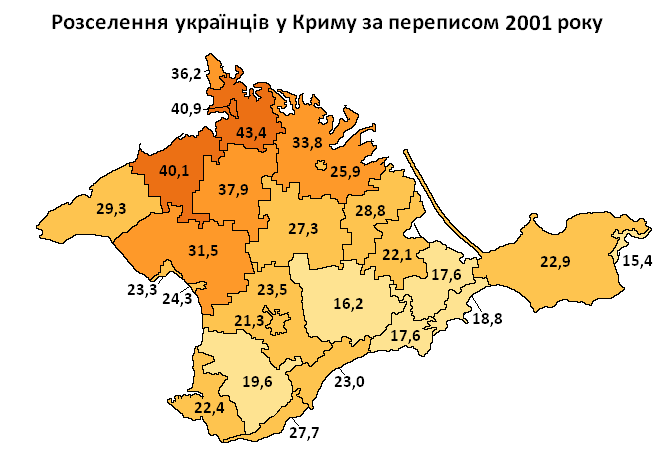
Verteilung der Ukrainer auf der Krim nach der Volkszählung 2001

Verteilung der Krimtataren auf der Krim nach der Volkszählung 2001

Auf der Krim lebten vor 2014 etwa 2,35 Millionen Menschen, davon rund 386.000 in Sewastopol, der größten Stadt der Halbinsel. Etwa 60 % waren Russen, 25 % der Bevölkerung stellten die Ukrainer. Der Anteil der ethnisch russischen Bevölkerung war in den Jahren vor 2014 sowohl in der Autonomen Republik Krim als auch in Sewastopol rückläufig. Der Anteil der Ukrainer war in der Autonomen Republik Krim rückläufig, in Sewastopol hingegen leicht steigend. Der Anteil der Krimtataren nahm durch die Rückkehr aus dem Exil seit 1989 deutlich zu. Er betrug vor der Annexion etwa 12 %. Gestützt auf die Krimtataren war die Krim ein Zentrum des Islams in der Ukraine. Nach ihrer Rückkehr durften die Tataren sich nicht mehr auf ihren früheren Besitztümern niederlassen, da diese von Stalin den vorwiegend russischen Kolonisten überlassen wurden. Außerdem kehrte nur ungefähr die Hälfte der Krimtataren aus dem usbekischen Exil zurück.
Nach Angaben von Amnesty International, Human Rights Watch und der NGO Gesellschaft für bedrohte Völker wurden die Krimtataren unter der russischen Verwaltung Opfer von Menschenrechtsverletzungen wie Morden, Verschwindenlassen, Willkürjustiz und Einschüchterungen sowie Einreiseverboten gegen zwei der wichtigsten krimtatarischen Politiker. Die Gesellschaft für bedrohte Völker berichtet, Moscheen, Schulen und Wohnungen seien durchsucht, das Selbstvertretungsorgan der Krimtataren – der Medschlis – sei systematisch handlungsunfähig gemacht worden. Der Unterricht in krimtatarischer Sprache sei stark eingeschränkt worden und Geschäfte und Grundstücke würden „nationalisiert“, das bedeutet praktisch ohne Kompensation enteignet.
Die russische Sprache ist auf der Krim dominierend. Die ukrainische Volkszählung aus dem Jahr 2001 ergab 10,1 % ukrainischsprachige, 11,4 % krimtatarischsprachige und 77,0 % russischsprachige Muttersprachler in der Autonomen Republik Krim (ohne Sewastopol).
Die Ukrainer hatten traditionell ihren Siedlungsschwerpunkt im Norden der Halbinsel. Dort stellten sie in mehreren Rajonen die größte Bevölkerungsgruppe. Die Krimtataren lebten meistens im Zentrum und Osten der Halbinsel. In den größeren Städten lebten vergleichsweise wenig Krimtataren. Die Russen leben meistens in den Städten, im Süden und Osten der Halbinsel. Im Norden hingegen liegt der russische Bevölkerungsanteil zum Teil deutlich unter dem Durchschnitt.
Die Bevölkerung der Autonomen Republik Krim (also ohne Sewastopol) setzte sich in den Jahren 2001 und 1989 hinsichtlich Sprache bzw. Religion zusammen aus:
| Ethnien         | Einwohner | 1989 (%) | 2001 (%) | Veränderung (%) |
| --------------- | --------- | -------- | -------- | --------------- |
| Russen          | 1.180.400 | 65,6     | 58,5     | −11,6 %         |
| Ukrainer        | 492.200   | 26,7     | 24,4     | −9,5 %          |
| Krimtataren     | 243.400   | 1,9      | 12,1     | +540 %          |
| Belarussen      | 29.200    | 2,1      | 1,5      | −31,1 %         |
| Tataren         | 11.000    | 0,5      | 0,5      | +16,2 %         |
| Armenier        | 8.700     | 0,1      | 0,4      | +270 %          |
| Juden           | 4.500     | 0,7      | 0,2      | −69,8 %         |
| Polen           | 3.800     | 0,3      | 0,2      | −29,1 %         |
| Moldauer        | 3.700     | 0,3      | 0,2      | −31,2 %         |
| Aserbaidschaner | 3.700     | 0,1      | 0,2      | +70 %           |
| Usbeken         | 2.900     | 0,0      | 0,1      | +360 %          |
| Koreaner        | 2.900     | 0,1      | 0,1      | +22,6 %         |
| Griechen        | 2.800     | 0,1      | 0,1      | +12,0 %         |
| Deutsche        | 2.500     | 0,1      | 0,1      | +16,3 %         |
| Mordwinen       | 2.200     | 0,2      | 0,1      | −49,8 %         |
| Tschuwaschen    | 2.100     | 0,2      | 0,1      | −42,9 %         |
| Roma            | 1.900     | 0,1      | 0,1      | +13,1 %         |
| Bulgaren        | 1.900     | 0,1      | 0,1      | +3,7 %          |
| Georgier        | 1.800     | 0,1      | 0,1      | +21,9 %         |
| Mari            | 1.100     | 0,1      | 0,1      | −37,8 %         |
| Gesamt          | 2.024.000 | 100      | 100      | −0,6 %          |

Die Bevölkerung in Sewastopol setzte sich im Jahr 2001 folgendermaßen zusammen:
| Ethnien         | Einwohner | 1989 (%) | 2001 (%) | Veränderung (%) |
| --------------- | --------- | -------- | -------- | --------------- |
| Russen          | 270.000   | 74,4     | 71,6     | −8,2 %          |
| Ukrainer        | 84.400    | 20,7     | 22,4     | +3,3 %          |
| Belarussen      | 5.800     | 1,9      | 1,6      | −22,0 %         |
| Tataren         | 2.500     | 0,3      | 0,7      | +140 %          |
| Krimtataren     | 1.800     | 0,1      | 0,5      | +490 %          |
| Armenier        | 1.300     | 0,1      | 0,3      | +220 %          |
| Juden           | 1.000     | 0,7      | 0,3      | −64,8 %         |
| Moldauer        | 800       | 0,3      | 0,2      | −30,0 %         |
| Aserbaidschaner | 600       | 0,1      | 0,2      | +150 %          |
| Gesamt          | 377.200   | 100      | 100      | −4,6 %          |

Historischer Überblick über die Bevölkerungszusammensetzung auf der Krim-Halbinsel:

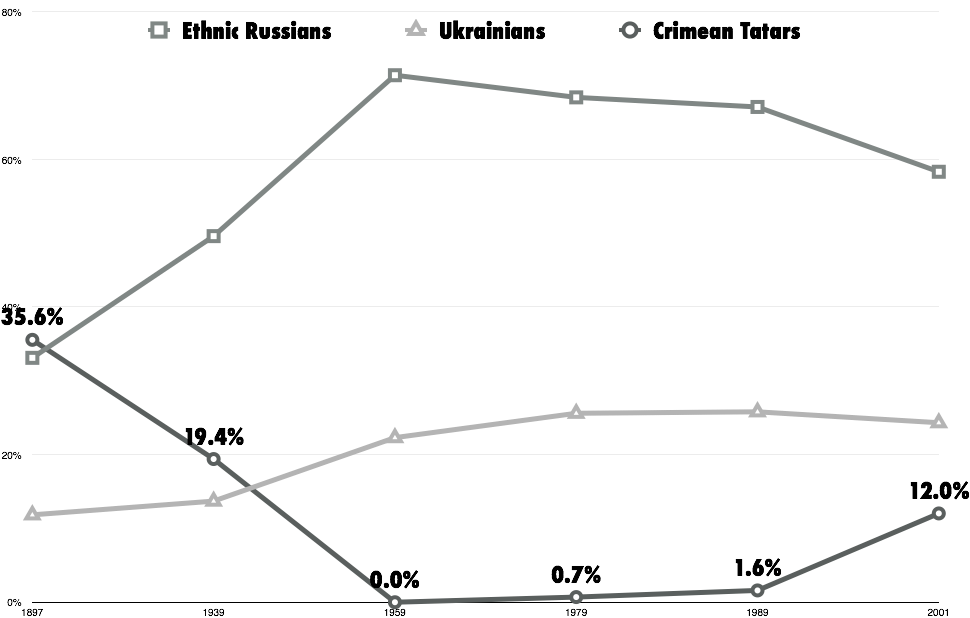
Entwicklung der drei großen Bevölkerungsgruppen auf der Krim
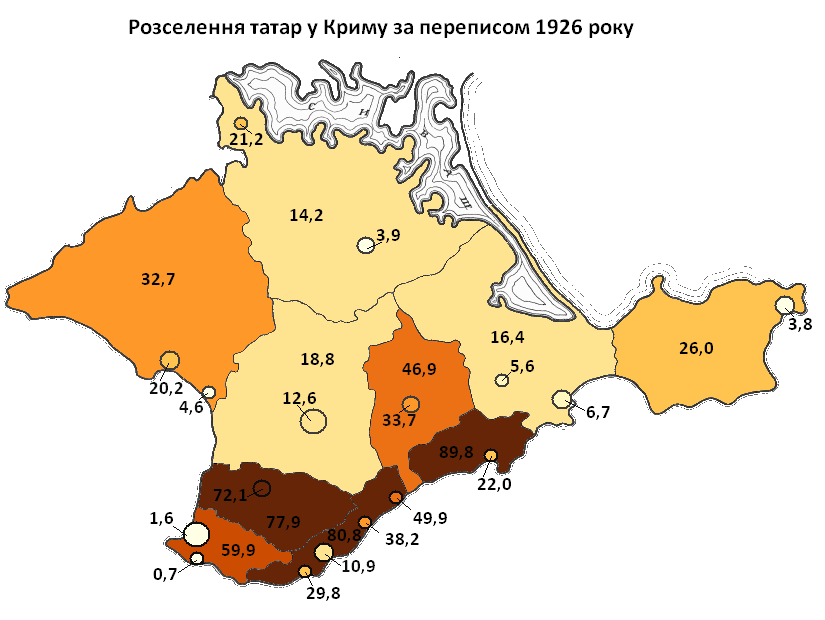
Verteilung der Krimtataren auf der Krim im Jahr 1926
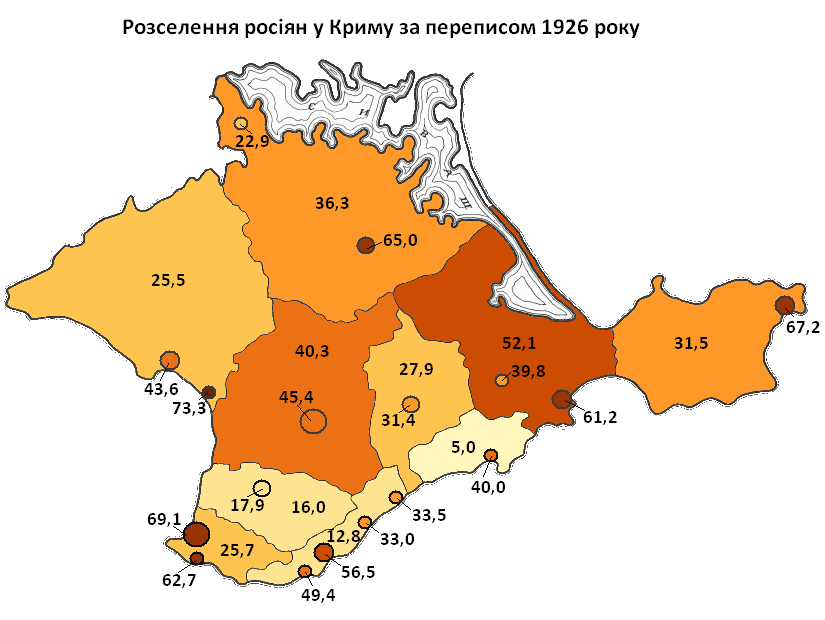
Verteilung der Russen auf der Krim im Jahr 1926
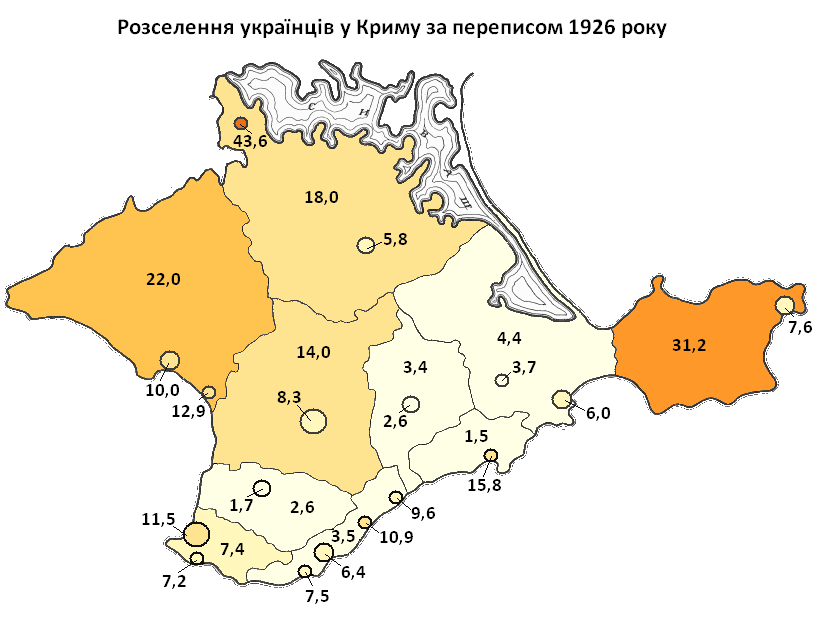
Verteilung der Ukrainer auf der Krim im Jahr 1926
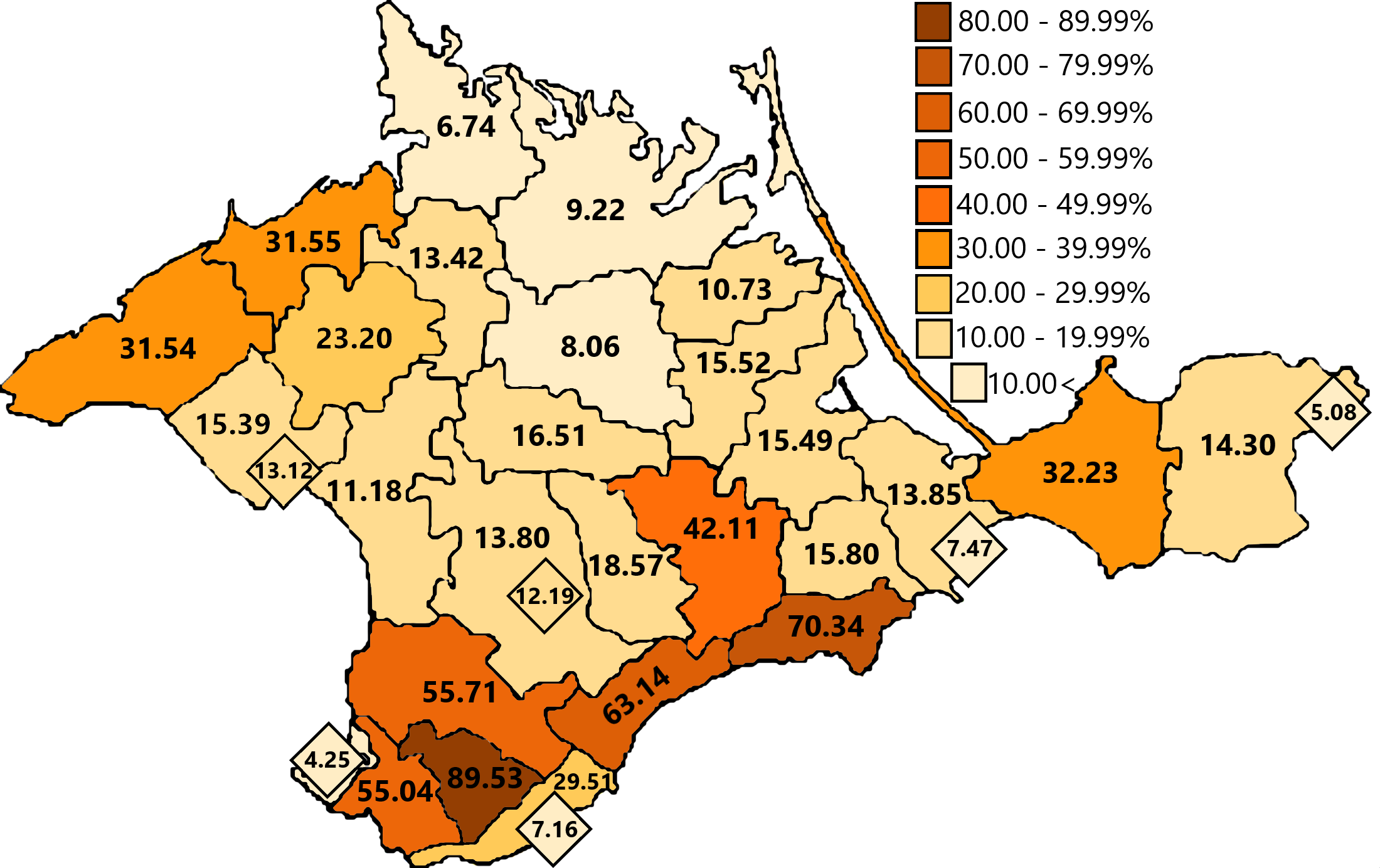
Verteilung der Krimtataren auf der Krim im Jahr 1939

Nach der Annexion der Krim durch Russland zielte die Politik Moskaus auf einen Bevölkerungsaustausch. Besonders die Krimtataren und die ethnischen Ukrainer waren Repressionen ausgesetzt. Nach Angaben des in Kiew ansässigen Schwarzmeerinstituts für strategische Studien (BSN) haben von 2014 bis 2020 rund 180.000 Ukrainer ihre Heimatorte in der Krim verlassen, in vielen Fällen waren sie zuvor enteignet worden. Die russischen Behörden hätten in diesem Zeitraum bis zu einer Million Menschen aus dem Kaukasus, dem Norden Russlands sowie aus Sibirien auf der Halbinsel angesiedelt.
Anfang April 2023 gab der Nationale Sicherheits- und Verteidigungsrat der Ukraine einen zwölf Punkte umfassenden Deokkupationsplan für die Krim bekannt, der unter anderem vorsieht, nach der Annexion zugezogene Russen von der Krim auszuweisen und die Krim-Brücke abzureißen.

## Wirtschaft

### Allgemeines

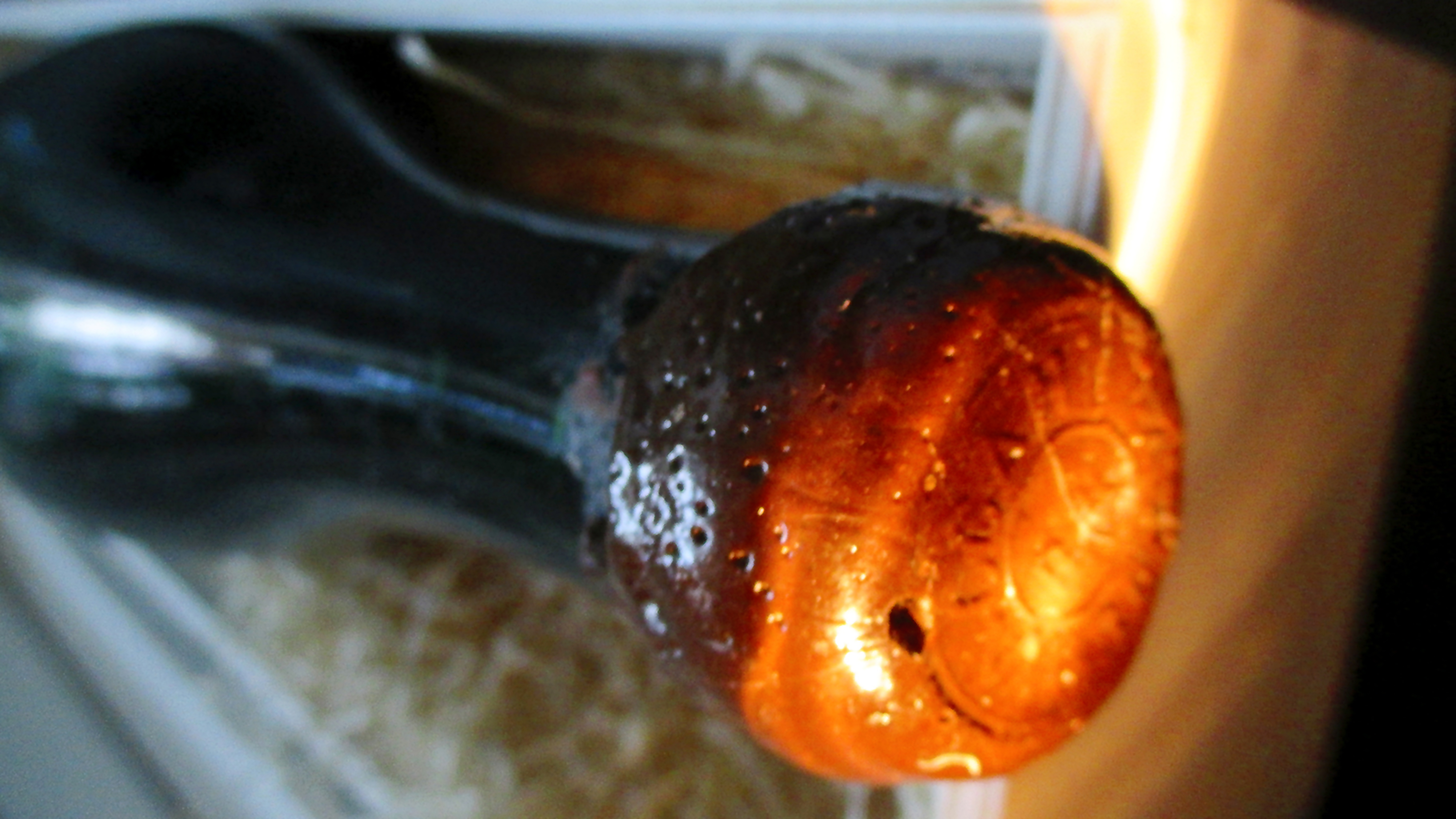
Massandra-Krimwein – Jahrgang 1944 – mit Lackversiegelung des Weingutes Massandra

Die Wirtschaft der Krim beruht hauptsächlich auf Landwirtschaft (Obst, Gemüse, Weinbau, Geflügel) und Tourismus. Begünstigt wird sie durch das besonders milde Klima auf der Halbinsel. Ein weithin bekannter Exportartikel sind Massandra-Krimweine und der Krimsekt, der jedoch nur zum Teil auf der Krim hergestellt wird. Der ehemals ukrainische Energieversorger Tschernomornaftogaz, der seinen Sitz auf der Krim hat, verfügt über 66 Milliarden Kubikmeter (zum großen Teil Offshore-) Erdgasreserven, die mit dem Anschluss der Krim und der Verstaatlichung des Unternehmens an Russland fallen. Die Sanktionen nach der Krimannexion durch Russland, die von der Europäischen Union, den USA und anderen Staaten gegen die Russische Föderation verhängt wurden, zielen insbesondere auf den Energie- und den Tourismussektor der Halbinsel.

### Bewässerung
Die Versorgung der niederschlagsarmen Krim erfolgte zu etwa 85 % über Kanäle von der Ukraine aus dem Dnjepr. Der bedeutendste Kanal ist der Nord-Krim-Kanal. Nach der Abspaltung von der Ukraine kam es zu Auseinandersetzungen um die Versorgung mit Wasser und deren Bezahlung. Schließlich vermeldeten Staatsmedien der Russischen Föderation im Frühjahr 2015, dass man den Wassermangel durch ein neu verlegtes Versorgungsnetz beseitigt habe.

### Kernkraftwerk (Bauruine)

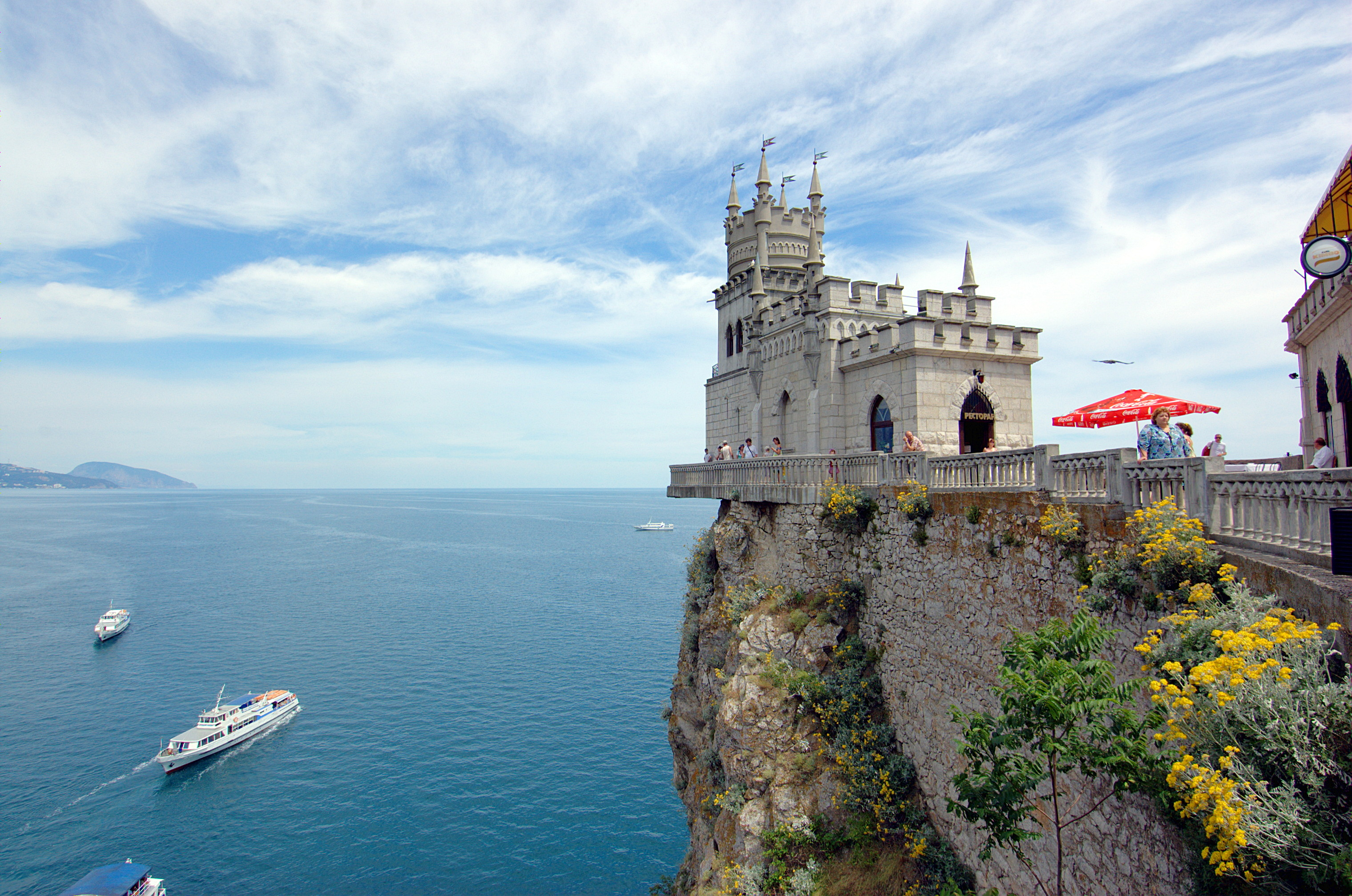
Das Schwalbennest auf den Klippen von Jalta ließ der deutschbaltische Öl-Millionär Baron von Steingel 1912 für seine Geliebte im neugotischen Stil eines mittelalterlichen Rheinschlosses errichten.

Im Jahr 1976 wurde begonnen, das Kernkraftwerk Krim zu bauen. Der Bau wurde 1989 eingestellt und kam als teuerster Reaktorenbau in der Weltgeschichte in das Guinness-Buch der Rekorde.

### Tourismus
Im 19. Jahrhundert ließen sich die Zarenfamilie und der russische Hochadel an der Südküste der Krim Sommerresidenzen errichten, womit die Rolle der Halbinsel als Urlaubs- und Erholungsregion begann. Bedeutende Künstler, Schriftsteller und die „Reichen und Schönen“ verbrachten die Sommermonate am Schwarzmeerstrand, manche – wie Anton Tschechow, der aus gesundheitlichen Gründen auf das wohltuende Klima angewiesen war – ließen sich dauerhaft nieder.
In der sowjetischen Zeit erfüllte die Krim die Funktion eines Allunions-Sanatoriums mit bis zu 10 Millionen Saisongästen. Seit der Unabhängigkeit der Ukraine ist die Zahl der Urlauber stark zurückgegangen, dennoch ist der Tourismus noch immer wichtigster Wirtschaftsfaktor der Halbinsel.
Am Südzipfel der Krim befindet sich die Hafenstadt Sewastopol; weitere bekannte Urlaubsorte sind Jalta, Hursuf, Aluschta, Bachtschyssaraj, Feodossija und Sudak. Eine Touristenattraktion ist die längste Oberleitungsbuslinie der Welt, sie wird von der Gesellschaft Krymskyj trolejbus betrieben und verkehrt zwischen Jalta, Aluschta und Simferopol. Sie führt unter anderem über das Krimgebirge mit Ausblicken auf das Meer.

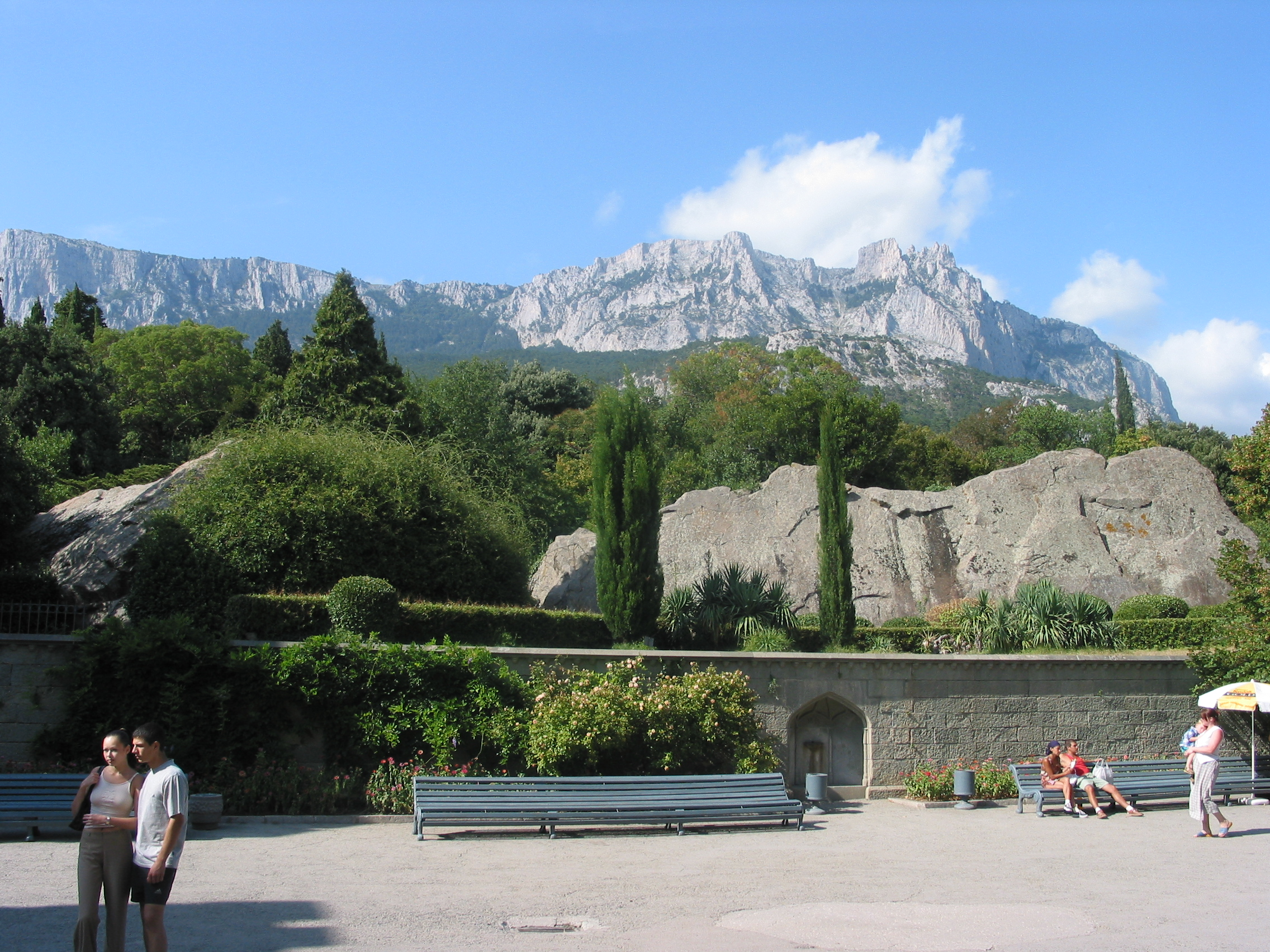
Krimgebirge, von Alupka aus gesehen
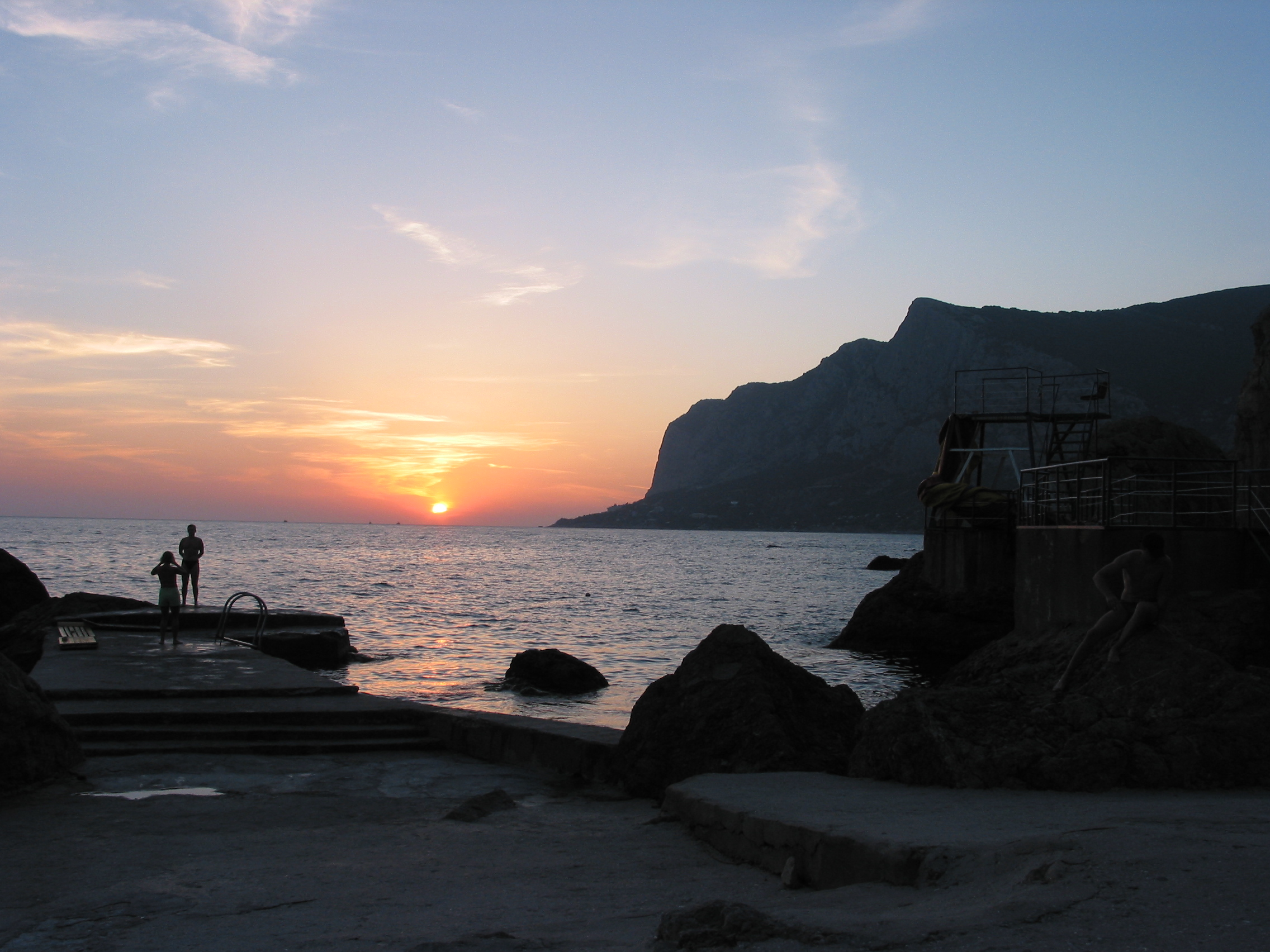
Sonnenuntergang an der Südküste
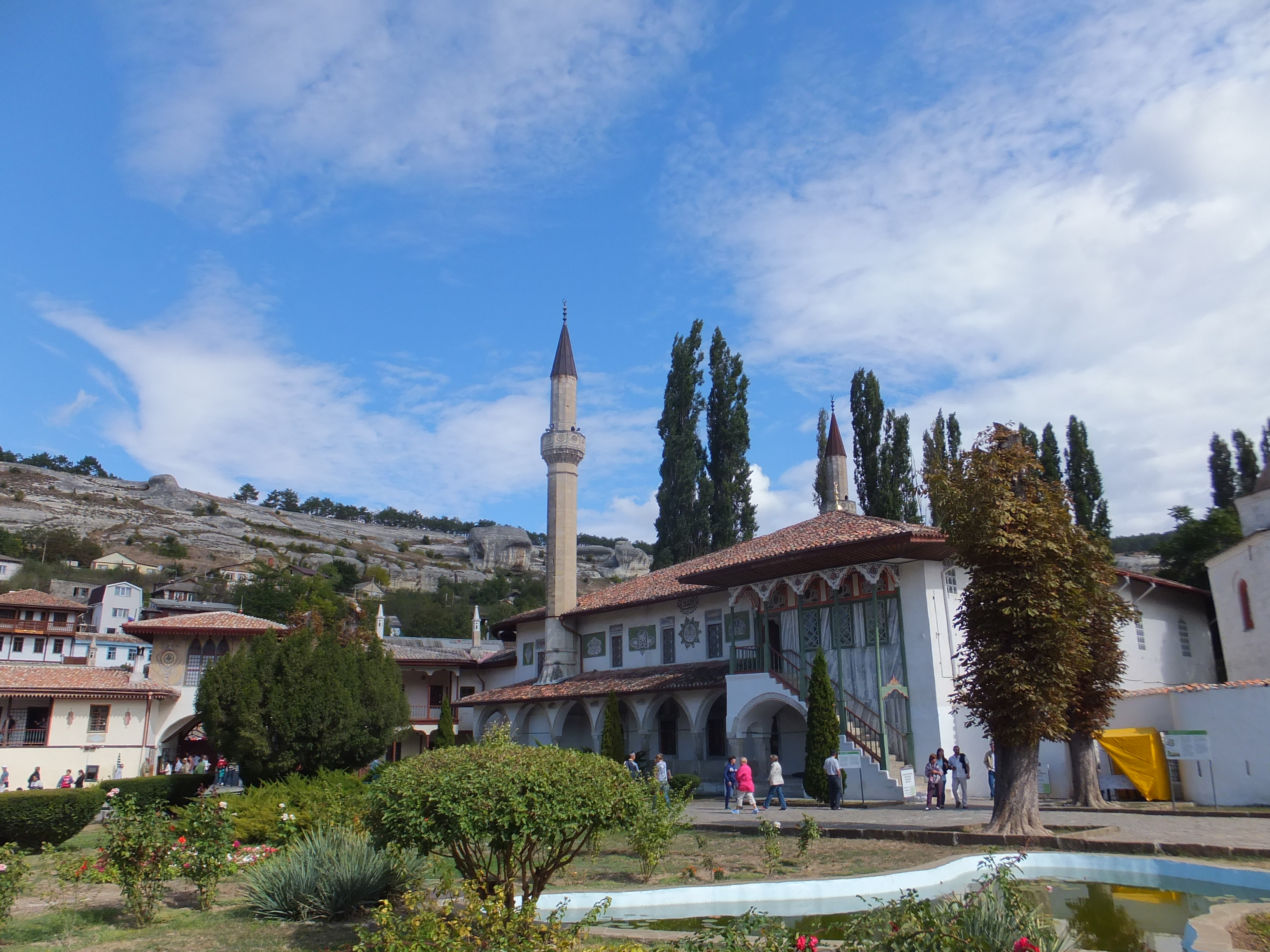
Khanpalast von Bachtschyssaraj
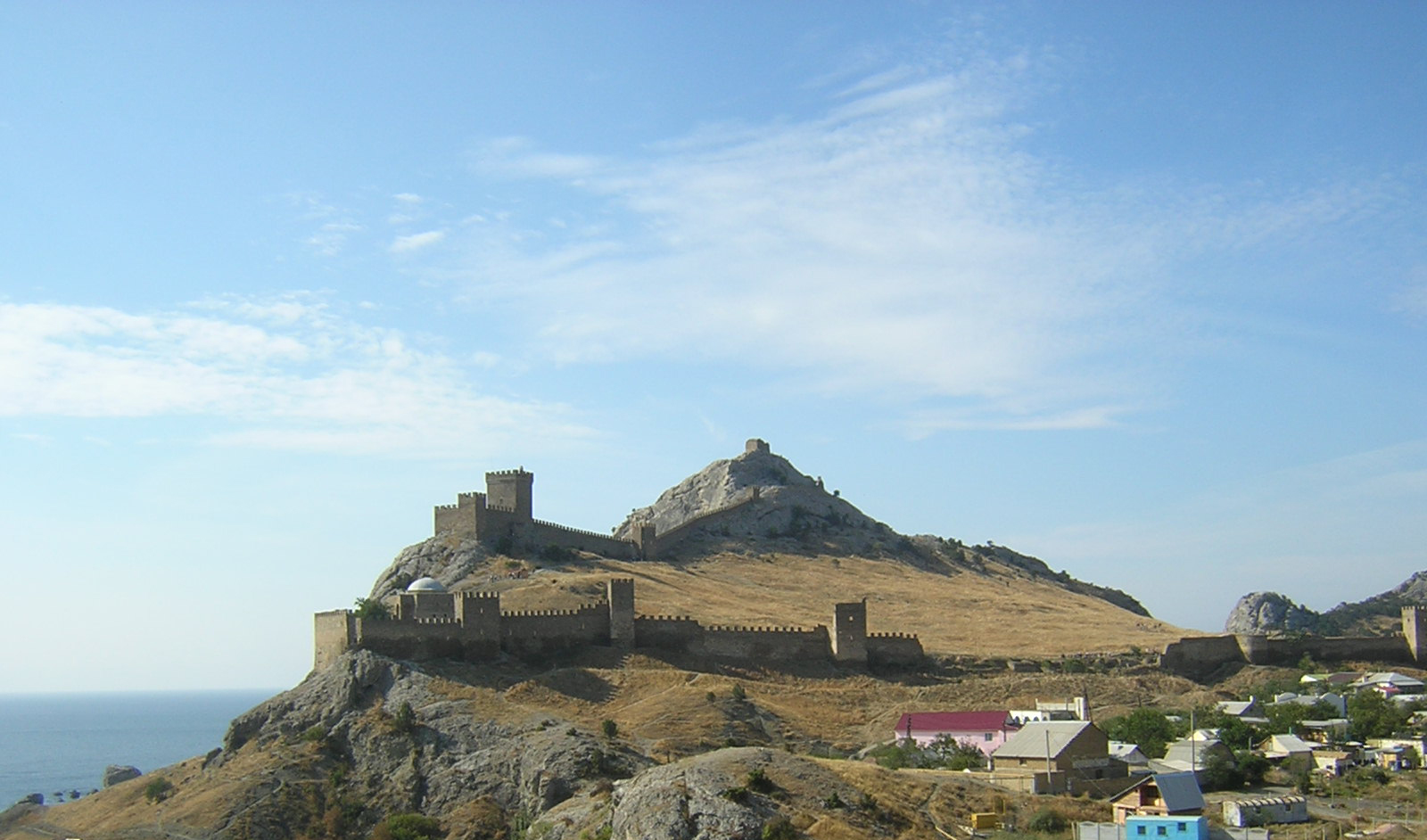
Genuesische Festung in Sudak
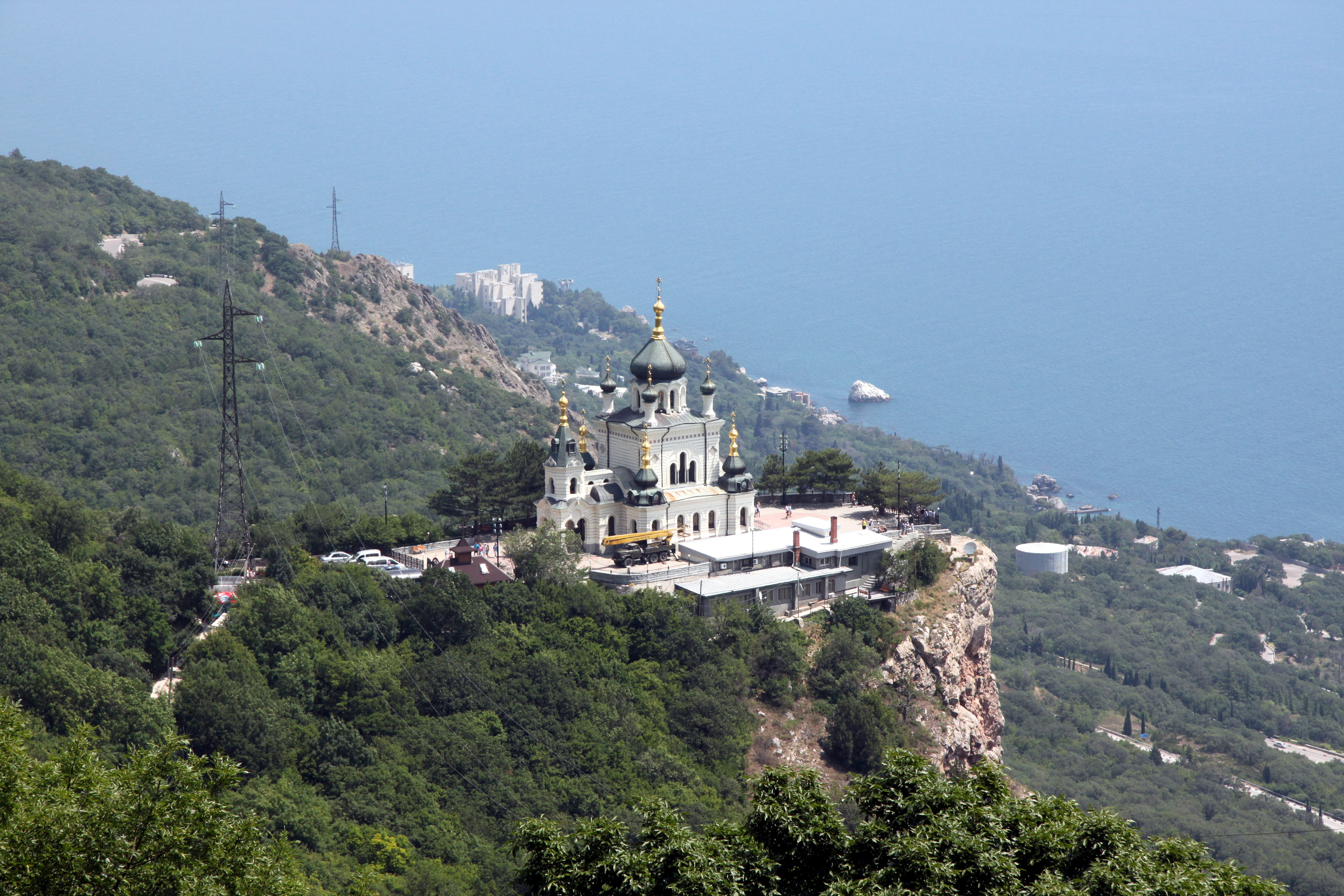
Orthodoxe Kirche in Foros
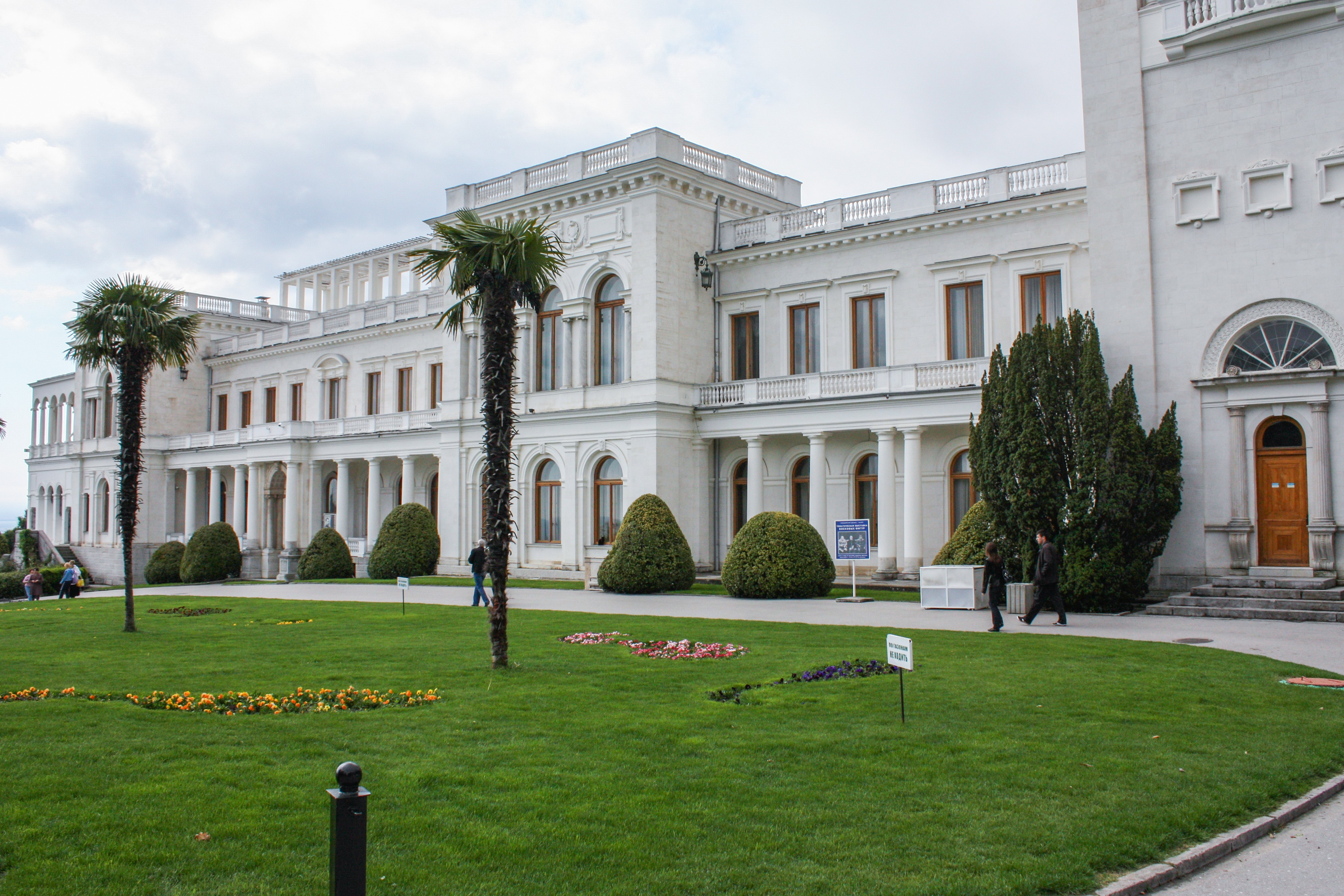
Liwadija-Palast
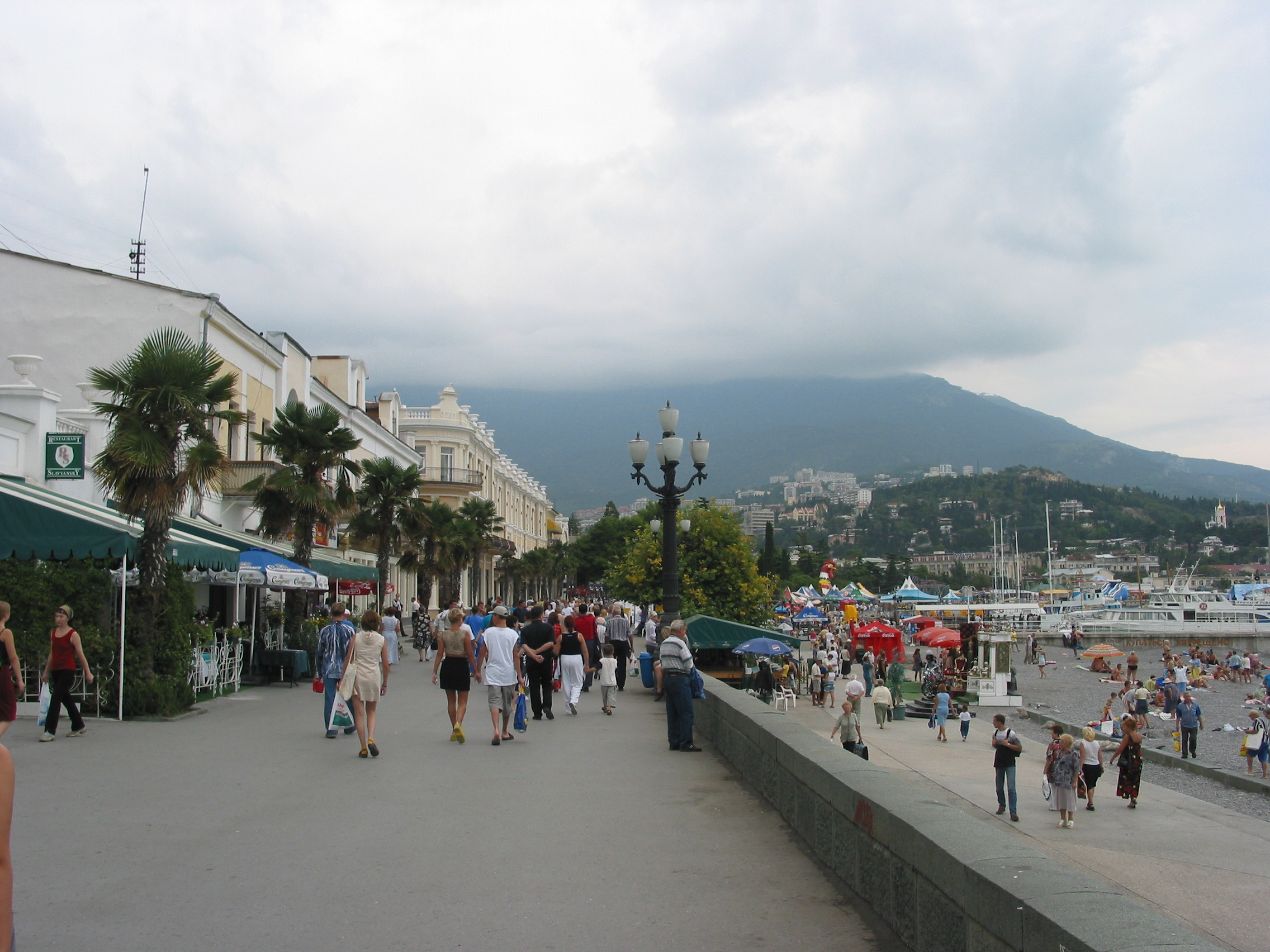
Meerespromenade von Jalta
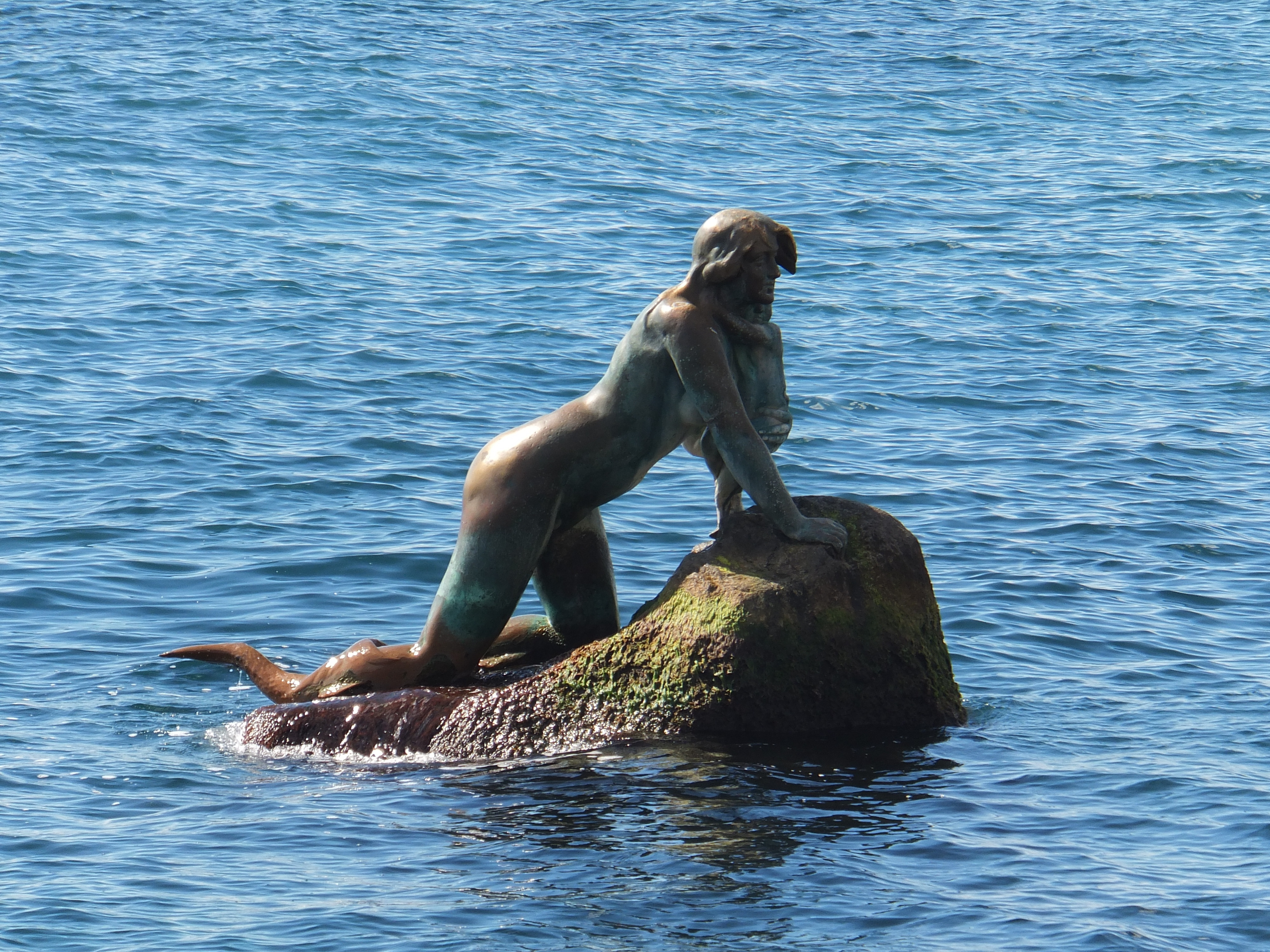
Nixe mit Kind am Strand von Koreiz/Jalta

### Sport
Im August 2015 wurde auf der Halbinsel die Krim-Liga gegründet. Sie besteht aus acht Fußballclubs.

## Verkehr
Auf der Krim sind zwei regionale Eisenbahngesellschaften tätig:
- die Krymskaya Schelesnaja Doroga (KZD) und
- die Juschnaja Prigorodnaja Kompanija (JuPPK), die Nahverkehr anbietet.

## Die Krim in der Literatur
Der altgriechische Name der Krim lautete „Tauris“. Demnach ist das Drama Iphigenie auf Tauris von Euripides, das Johann Wolfgang von Goethe nachdichtete sowie Christoph Willibald Gluck und Joseph Haydn vertonten, dort angesiedelt.
Die Krim ist Schauplatz zahlreicher Werke der russischen Literatur, in denen besonders Bezüge zum antiken Griechenland herausgestellt werden. Den Anfang machte Alexander Puschkin mit seinem Gedichtzyklus Tauris (Таврида) und seinem Gedicht Der Springbrunnen von Bachtschissarai (Бахчисарайский фонтан). Auch die klassischen Dichter Afanassi Fet und Alexei K. Tolstoi widmeten ihr lyrische Werke.
Der polnische Dichter Adam Mickiewicz verfasste nach einer Reise auf die Halbinsel die Krimschen Sonette, in denen er sich auch mit der Kultur des Orients auseinandersetzte.
Der junge Lew Tolstoi schrieb, inspiriert von seinen Erfahrungen als Artillerieoffizier während des Krimkrieges, die Sewastopoler Erzählungen, die ihn wegen ihrer pazifistischen Aussage im ganzen Land bekannt machten. Die Stadt Jalta ist Schauplatz der berühmten Erzählung Die Dame mit dem Hündchen von Anton Tschechow; sie lieferte die Vorlage zu Nikita Michalkows Film Schwarze Augen, in dem Marcello Mastroianni einen alternden Bonvivant spielt.
Ende des 19. Jahrhunderts kam die ukrainische Dichterin Lessja Ukrajinka zu einer Kur auf die Krim. Sie verfasste anschließend den Gedichtband Erinnerungen an die Krim.
In Maxim Gorkis Skizzen von der Krim spiegelt sich der Alltag ihrer Bewohner und der Sommergäste wider. Einige der Poeten des Silbernen Zeitalters der russischen Literatur zu Beginn des 20. Jahrhunderts publizierten Gedichtzyklen mit Bezügen zur Antike und zur orientalischen Hochkultur, darunter Waleri Brjussow, Iwan Bunin und Igor Sewerjanin. Dichter der nächsten Generation trugen ebenfalls zum Krim-Mythos bei, darunter Anna Achmatowa, Marina Zwetajewa, Ossip Mandelstam und der junge Vladimir Nabokov, der später in seinen Memoiren auch die deutsche Besatzung der Krim 1918 schilderte („eine stille Armee … grauer Gespenster“). Iwan Schmeljow schilderte in seinem von Thomas Mann gerühmten Roman Die Sonne der Toten die Schrecken des Russischen Bürgerkriegs auf der Halbinsel.
In der Sowjetzeit verfassten Michail Bulgakow und Konstantin Paustowski Erzählungen, deren Handlung auf ihr angesiedelt ist. Der Regimekritiker Wassili Aksjonow konnte seinen satirischen Roman Die Insel Krim, in dem die Halbinsel ein souveräner Staat ist, 1979 nur im Westen veröffentlichen. Er erschien in den USA.
1993 wurde die Tragikomödie Liebe auf der Krim des polnischen Dramatikers Sławomir Mrożek uraufgeführt, die 1998 auch verfilmt wurde.

### Gesamtdarstellungen
- Krim. Lexikoneintrag in: Meyers Großes Konversations-Lexikon. 6. Auflage, Band 11, Leipzig/Wien 1907, S. 683 f. (www.zeno.org).
- F. Remy: Die Krim in ethnographischer, landschaftlicher und hygienischer Beziehung. Verlag Emil Berndt, Odessa/Leipzig 1872 (Google Books).

### Geschichte
- Kerstin S. Jobst: Geschichte der Krim. Iphigenie und Putin auf Tauris. De Gruyter Oldenbourg, Berlin/Boston 2020, ISBN 978-3-11-051808-5, doi:10.1515/9783110520620.

#### Urgeschichte
- Guido Bataille: Der Übergang vom Mittel- zum Jungpaläolithikum auf der Halbinsel Krim und in der Kostenki-Borshchevo-Region am Mittel-Don. Adaptionsstrategien spät-mittelpaläolithischer und früh-jungpaläolithischer Gruppen. Dissertation Universität Köln 2013 (online).

#### Altertum
- Karl Georg Brandis: Cheronesos 19. In: Paulys Realencyclopädie der classischen Altertumswissenschaft (RE). Band III,2, Stuttgart 1899, Sp. 2254–2261.
- Tatiana Shevchenko: Greek religion in Tauric Chersonesos. Archaeopress, Oxford 2023. – Rezension von Manolis Petrakis, Bryn Mawr Classical Review 2024.07.09

#### Byzantinisches Mittelalter
- Aleksandr I. Ajbabin: Archäologie und Geschichte der Krim in byzantinischer Zeit. (= Monographien des Römisch-Germanischen Zentralmuseums. Band 98). Verlag des Römisch-Germanischen Zentralmuseums, Mainz 2011, ISBN 978-3-88467-188-7.
- Stefan Albrecht: Quellen zur Geschichte der byzantinischen Krim. (= Monographien des Römisch-Germanischen Zentralmuseums. Band 101). Verlag des Römisch-Germanischen Zentralmuseums, Mainz 2013, ISBN 978-3-88467-197-9.
- Stefan Albrecht, Falko Daim, Michael Herdick (Hrsg.): Die Höhensiedlungen im Bergland der Krim. Umwelt, Kulturaustausch und Transformation am Nordrand des Byzantinischen Reiches. (= Monographien des Römisch-Germanischen Zentralmuseums. Band 113). Verlag des Römisch-Germanischen Zentralmuseums, Mainz 2013, ISBN 978-3-88467-220-4.
- Ljudmila G. Khrushkova: Krim. In: Reallexikon für Antike und Christentum. Band 22. Hiersemann, Stuttgart 2008, ISBN 978-3-7772-0825-1, Sp. 75–125.

#### Moderne
- Kerstin S. Jobst: Die Perle des Imperiums. Der russische Krim-Diskurs im Zarenreich. Konstanz 2007.
- Norbert Kunz: Die Krim unter deutscher Herrschaft 1941–1944. Germanisierungsutopie und Besatzungsrealität. Wissenschaftliche Buchgesellschaft, Darmstadt 2005, ISBN 3-534-18813-6.
- Christian Reder, Erich Klein (Hrsg.): Graue Donau, Schwarzes Meer. Wien Sulina Odessa Jalta Istanbul. Edition Transfer, Springer, Wien/New York 2008, ISBN 978-3-211-75482-5 (Recherchen, Gespräche, Essays).
- Gwendolyn Sasse: The Crimea Question. Identity, Transition, and Conflict. (= Harvard Series in Ukrainian Studies.) Cambridge 2014, ISBN 978-1-932650-12-9.

#### Digitalisiertes älteres Schrifttum
- Joseph von Hammer-Purgstall: Geschichte der Chane der Krim unter osmanischer Herrschaft. Wien 1856 (Google Books).
- Evelyn Wood: The Crimea in 1854, and 1895. Chapman & Hall, London 1895 (Google Books).
- Karl Koch: Die Krim und Odessa. Reiseerinnerungen. Neue Ausgabe, Leipzig 1867 (Google Books).